# Maraixi

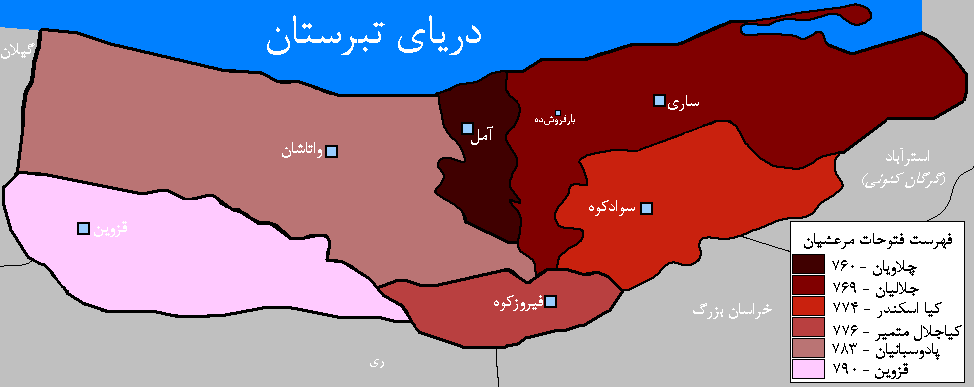
Guerres dels maraixis

La dinastia Maraixi o dinastia dels Sayyid Maraixis de Mazanderan, fou una nissaga local que va governar el Mazanderan del 1358/1359 a la segona meitat del segle xvi lluitant fins vers el 1596. El nom deriva perquè els sayyids, sobirans o no, eren originaris de Maraix.

## Història

### Inicis de la dinastia
La dinastia fou fundada per Sayyid Kawam al-Din ibn al Sadik (o Ibn Abd Allah) al-Maraixi conegut com a Mir-i Buzurg (El Gran Emir), que es proclamava descendent de l'imam Ali Zayn al-Abidin; vivia a Dabu prop d'Amol. Va fer estudis religiosos i va entrar en contacte amb Izz al-Dun Sughandi, un dels tres xeics sufites influents del Khurasan deixeble de xeic Hasan Djuri, fundador dels Sarbardars del Khurasan. Va fundar una khankah a Dabu i va obtenir nombrosos seguidors. Llavors el control el Tabaristan i Mazanderan era objecte de disputa entre poders locals que havien emergit amb la decadència dels il-kànides des de 1335; el 1349 els Kiya-i Čulab i els Kiya-i Djalal es van reconciliar i Fakhr al-Dawla Hasan, representant de la tercera nissaga bawàndida fou assassinat per un fill de Kiya Afrasiyab, sipahsalar epònim dels Kiya-i Čulab també anomenats Afrasiyàbides, que era cunyat de Fakhr al-Dawla) esmentat com a Muhammad, i Kiya Afrasiyab va aconseguir un control precari sobre Amol i el Mazanderan. Kiya Afrasiyab va intentar augmentar la seva popularitat esdevenint deixeble de Mir-i Burzurg a Dabu, que li va donar el lakab de Xeic, però no fou acceptat pels altres deixebles. Llavors Kiya Afrasiyab va ordenar detenir al sayyid, cosa que va provocar la revolta dels seus deixebles que el van alliberar. Kiya Afrasiyab va demanar ajut als Kiya-i Djalal però en debades, i fou derrotat per 300 dervixos rebels a Djalalakmar-parčin, prop de Dabu (760 de l'hègira equivalent a 1358/1359); els rebels eren manats per Kamal al-Din, fill de Sayyid Kawam al-Din al-Maraixi, i en la batalla va morir Afrasiyab i quatre dels seus fills; el cinquè fill, Muhammad, l'assassí de Fakhr al-Dawla, fou mort en combat pel malik de Rustamdar; un sisè, Sayd al-Din, va morir de kulandj (còlic); i va quedar només un fill, Iskandar-i xeic.
Kawan al-Din es va girar llavors contra els Kiya-i Djalal, branca governada per Fakhr al-Din a Sari i per Viixtap a Tudji. Barfuruix-dih fou conquerida per Kamal-al Din. Amb l'ajut d'antics lleials de Kiya Afrasiyab, Vixtap va assassinar Abd Allah ibn Kawan al-Din, però Fakhr al-Din de Sari i quatre fills d'aquest van morir en combat prop de Babul (Barfuruix-dih), i els maraixis van entrar a Sari; Viixtap es va haver de refugiar, amb la seva família i fidels, a Tudji, que fou assetjada pels maraixis i es va haver de rendir després que Viixtap i els seus set fills van morir en diferents moments de la lluita (1362). Kamal al-Din es va casar amb la filla de Vixtap
Dominant tot el Mazanderan, Mir-i Buzurg, que només es volia dedicar a la religió, va concedir el govern als seus fills. Com que el gran Abd Allah havia estat assassinat (de fet, com el seu pare, també havia renunciat a governar), el govern fou concedit al segon, Kamal-al-Din, amb seu a Sari, que va donar alguns governs als seus germans, especialment el germà Rida al-Din, que fou nomenat governador d'Amol i Xaraf al-Din, nometat governador del Karatughan. Els maraixis es van estendre cap a Sawadkuh i Firuzkuh, en mans encara dels bawàndides i en la conquesta de Firuzkuh van tenir l'aliança dels sayyids Malatis de Gilan. Després fou conquerit Rustamdar fins a Nati-rustak, en una campanya dirigida pel germà Fakhr al-Din (+1380/1381); la conquesta de Kudjur va donar als maraixis el control de tot el Mazanderan i Kamil al-Din va concedir a Fakhr el govern del Rustamdar, des d'on va anar dominant les fortaleses de la regió del Kudjur (o Kojur), del Kala-rustak i del Nur; va dominar Talikan i Lawasan i una part del Laridjan. Va arribar fins a Qazvín, que es disputaven els amirs de l'Azerbaidjan i de l'Iraq ajamita, però la va abandonar o perdre a la mort, per una malaltia, de Mir-i Buzurg el 1379, quan vivia retirat a Babul (Barfuruix-dih).
Fins llavors la seva figura havia unit als seus fills, i l'únic perill seriós el representava la dinastia de sayyids Murtadais d'Hazaradjarib a l'est dels seus territoris, fundada per Mir Imad al-Din, i a Astarabad per Amir Wali; aquest darrer va intentar fer assassinar Kamal al-Din però aquest va passar a l'ofensiva i va conquerir Astarabad on va establir una guarnició. Al cap de pocs mesos Fakhr al-Din va dominar Qazvín i va percebre impostos a la ciutat, després va anar a Talikan i des d'allí va assaltar Alamut que va saquejar. Aquests fets van passar vers 1379/1380.

### Enfrontament amb Tamerlà
Kamal al-Din, per temor a una aliança de Mir Wali (expulsat d'Astarabad) amb Tamerlà, li havia restituit Astarabad (vers 1380) i el 1391 el Rustamdar fou retornat al baduspànida Malik Tus. Quan Tamerlà va conquerir Khurasan i Herat (1384), Iskandar-i Xeic, el darrer afrasiyàbida, (que havia lluitat al Khurasan) es va unir al gran conqueridor el qual per dues vegades va conquerir Astarabad (1384 i 1389) i la segona vegada li va donar el govern a Pirak Pasha (potser al haver mort el seu pare, el kan de Gurgan i Astarabad Lukman Padshah), amb el qual Kamal-al-Din tenia bona amistat. Kamal al-Din va enviar per tres vegades al seu fill Ghiyath al-Din amb regals per Tamerlà demanant protecció pels maraixis contra la venjança d'Iskandar, però com que els maraixis eren xiïtes i els caps militars de Tamerlà eren sunnites incloent Pirak a Astarabad (a l'est) i Malik Tus a Rustamdar (a l'oest) i tot i l'amistat de Pirak i Kamal al-Din, el governador va donar suport a Iskandar.
Giyath al-Din fou retingut com a ostatge i Tamerlà va ordenar creuar el Mazanderan a la seva avantguarda. Kamal al-Din no estava disposat a deixar-lo creuar i va establir el seu campament a la llacuna Mahanasar on foren portats tots els tresors de la dinastia i les riqueses del Mazanderan (incloent-hi els béns dels comerciants, dels estrangers, dels notables, els arrabassats als čulabis, als djalalis, als sawadkuhis, etc.Quan s'acostaven les forces de Tamerlà, Kamal al-Din va sortir amb les seves forces i es va dirigir a Karatughan on els dos exèrcits van xocar el 24 de setembre de 1392; els maraixis van lluitar bé i van infringir greus pèrdues a l'enemic però finalment foren rebutjats per la superioritat numèrica dels tamerlànides i es van replegar a Mahanasar que fou assetjada durant dos mesos i sis dies. Kamal al-Din va enviar llavors uns ulemes a Tamerlà per demanar el aman i mercès a la mediació de Malik Tus, van poder abandonar la fortalesa el 2 d'agost de 1393 amb la vida salvada; però els habitants de Mahanasar que no eren sayyids foren executats. El botí de Tamerlà fou dels més grans de la història al que es va afegir el pillatge de totes les ciutats entre Mahanasar i Amol i a Sari. Els sayyids foren enviats a Coràsmia i a Transoxiana per via marítima (mar Càspia) i fluvial. Només tres sayyids van poder fugir a Gilan: Abd al-Muttalib ibn Rida al-Din, Abd al-Azim ibn Zayn al-Abidin i Izz al-Din Hasani Rikabi.

### Revolta d'Iskandar
El govern d'Amol fou donat a Iskandar-i Xeic i el de Sari a Djamixid Karin Ghawri; però l'economia de la regió havia quedat molt damnada i no es va recuperar; Iskandar va fer destruir la tomba de Mir-i Buzurg a Amol, ciutat que va quedar mig despoblada en emigrar els habitants a Sari. Izz al-Din Rikabi va retornar del Gilan i fou perseguit i mort amb els seus cinc fills. Iskandar va servir a Tamerlà en les seves campanyes fins al 1400 quan era a l'Azerbaidjan i va retornar a Amol; llavors es va revoltar i va fortificar Firuzkuh que va confiar al seu fill Husayn Kiya. Ali i Ghiyath al-Din, fills de Kamal al-Din, servien a Tamerlà, i van restar amb aquest i van participar en la campanya contra Iskandar el 1402/1403; un fill d'Iskandar, Ali Kiya, que anava en ajut del seu parem fou capturat; Iskandar perseguit cap al bosc, va lluitar amb desesperació contra la tropa de perseguidors manats per Hazarasf Muhammad, però va morir en combat a ixuir-rud-duhazar i se li va tallar el cap, que fou mostrat als seus fills, Ali i Husayn Kiya; aquest darrer en veure el cap del seu pare va rendir Firuzkuh; els dos fills foren perdonats per Tamerlà. El govern d'Amol fou donat a Ali ibn Kamal-al Din (conegut després com a Ali Sari) i Ghiyath al-Din (com adjunt) als que va prometre l'alliberament dels sayyids al seu retorn a Transoxiana. Poc després moria a Sari Djanixid Karin Ghawri i el va succeir el seu fill ixams al-Din que va mantenir una hostilitat permanent contra Sayyid Ali Maraixi.
A la mort de Tamerlà el 14 de febrer del 1405 a Otrar i havia quatre fills de Mir-i Buzurg vius a Transoxiana: Zayn al-Abidin, Ali, Yahya i Xaraf al-Din. Kamal al-Din havia mort a Kaixgar el 1397 i els altres tres, Rida al-Din, Zahir al-Din i Nasir al-Din havien mort a Transoxiana. Els quatre vius van anar a Herat on Xah Rukh, successor de Tamerlà, els va permetre el retorn al Mazanderan.

### Restitució dels marashis
Quan van arribar a Astarabad, on governava Pirak, no va creure en el permís concedit i va retenir als sayyids d'acord amb Xams al-Din Karin Ghawri. Llavors uns rebels dervixos van matar a aquest darrer i van informar a Ali ibn Kamal al-Din d'Amol de la seva intenció d'atacar Astarabad, però Pirak va alliberar els sayyids que rodejats per milers de partidaris van fer una entrada triomfal a Sari. Ali ibn Kamal al-Din, que havia governat Amol durant tres anys, fou rebut a Sari com a sobirà (fou conegut en endavant com Ali Sari) governant tot el Mazanderan (1406 a 1409/1410); els seus oncles Yahya i Xaraf al-Din van restar a Sari com a consellers, i Ghiyath al-Din va rebre el govern de Babul; els descendents de Rida al-Din volien que Amol fos per Abd al-Muttalib però Ali Sari va confiar aquest govern a Kawam al-Din II ibn Rida al-Din, que no obstant no devia complir a satisfacció doncs al cap d'un any fou substituït per Ali ibn Kawan al-Din (un dels fills de Mir-i Buzurg) conegut com a Ali Amoli que va governar amb justícia. Ghiyath al-Din va causar la discòrdia entre els dos Ali i el de Sari, que només tenia el suport del seu germà Nasir al-Din) fou derrotat per una coalició entre Rustamdar (Amir Izz al-Din) i Hazardajrib (el gendre d'Izz al-Din, Sayyid Murtada) i va haver de fugir a Astarabad; Nasir al-Din fou enviat a la cort de Xah Rukh a demanar empara.
Murtada ibn Kamal al-Din, germà d'Ali Sari, fou proclamat sobirà a Sari. Xah Rukh el va convidar a deixar el govern i restablir a Ali, però es va mantenir un any fins que fou enderrocat per una revolta popular quan fou evident que li agradava massa el beure i Ali Sari va recuperar el poder (1411-1417). Ghiytah al-Din es va refugiar a Amol amb Ali Amoli i després a Rustamdar amb Malik Gayumarth, però finalment va tornar a Babul o Barfuruix-dih amb el seu fill Zayn al-Abidin. Llavors Ali sari va obtenir suport dels fills de Rida al-Din i va expulsar al seu oncle Ali Amoli d'Amol (Kawan al-Din II va recuperar el poder), i el derrotat es va refugiar a Rustamdar i finalment a Gilan sota protecció de Sayyid Rida Kiya. Ali Sari va enviar al seu germà Nasir al-Din amb els tributs, però després, amb l'excusa de l'agitació mantinguda per Ali Amoli durant dos anys, va deixar de pagar el tribut i va expulsar l'enviat de Xah Rukh, després de tallar-li la barba, cosa que era una ofensa molt greu; però per fortuna per a ell, l'expedició preparada per Xah Rukh contra Mazanderan, es va haver de desviar a Samarcanda, i d'altra banda amb la mediació de Nasir al-Din (que estava com a ostatge a la cort de Xah Rukh) el seu germà Murtada ibn Kamal al-Din va venir a la cort a presentar excuses a Xah Rukh (1413). Encara el 1413, estant Ali Sari malalt de gota, Ali Amoli va retornar del Gilan amb el suport de Malik Gayumarth de Rustamdar, acompanyat d'un contingent important, per expulsar a Kawam al-Din II d'Amol.
Una vegada millor de salut, Ali Sari va fer un pacte amb Malik Gayumarth al que va cedir els territoris de Nama-rustak, Dayla-rustak i Tartiya-rustak a canvi de la seva aliança; l'acord fou segellat amb el matrimoni de Murtada ibn Ali amb la filla de Gayumarth i el matrimoni de la filla de Kawan al-Din II d'Amol amb Kawus ibn Gayumarth. Però tot i la manca d'ajut de Gayumarth, Ali Amoli, després d'un temps preparant forces al Tunukabun, va recuperar Amol.

### Hereus d'Ali Sari
Ali Sari va designar hereu al seu fill Murtada, i el germà Nasir al-Din li va prometre defensar a aquest fill que fou rebutjat per Ghiyath al-Din. Mort Ali, Nasir al-Din va fer proclamar al seu nebot Murtada que va governar a Sari del 1417 al 1433. Nasir va aconseguir d'Ali Amoli un pacte pel qual aquest darrer es comprometia a obeir i a no revoltar-se, i va mantenir i reforçar l'aliança amb Malik Gayumarth; però quan Murtada fou major es va esforçar per eliminar a Ghiyath al-Din (els dos fills del qual tenia com a ostatges) i es va valer d'Iskandar Ruzafzun, un antic oficial de Ghiyath al que va nomenar senyor de territori (sipahsalar) conducte reprovada per Nasir al-Din que va deixar el servei de Murtada. Instigat per Iskandar, Murtada va fer perseguir a Nasir al-Din que passant per Čulaw, Sawadku i Damghan, va anar a Herat a la cort de Xah Rukh. Aquest li va concedir un exèrcit i el dret de recaptar i va retornar al Mazanderan. Murtada es va sotmetre i va poder conservar el govern i quan Nasir estava desprevingut les seves forces foren atacades per Murtada que va aconseguir la victòria amb el suport de Rustamdar. Nasir va fugir al Laridjan i a Nur, i finalment a Natil-rustak i es va instal·lar a la regió de Rudsar al Gilan. Llavors Murtada va expulsar a Ali Amoli d'Amol i va restaurar a Kawam al-Din II. Ali Amoli amb suport de Nasir al-Din, va provar de recuperar el seu govern però no ho va aconseguir i el 1421 Ali es va fixar a Tunukabun i Nasir a Rudsar. En aquest mateix any o al següent van fer un nou atac a Amol, en el qual Ali Amoli va ser ferit i va morir de la ferida. Nasir al-Din va viure mercès a la benevolència del senyor de Lahidjan, Sayyid Rida Kiya i quan aquest va morir el 1425/1426 el seu germà Sayyid Husayn Kiya, fins que va morir el 1433 al mateix any que Ghiyath al-Din va morir a la presó a Sari.
Malik Gayumarth volia estendre el seu poder a Tunukabun i Daylam (Daylamistan). Murtada va donar suport a aquest projecte junt amb el seu aliat Amir Ilyas, governador de Kum. La coalició va sortir triomfant (1428/1429). Murtada va morir també el 1433 i el va succeir el seu fill ixams al-Din Muhammad poc amic dels conflictes que va pagar puntualment l'impost a Xah Rukh.
A la mort de Kawan al-Din II d'Amol el govern va passar al seu fill Kamal al-Din que també va pagar de manera regular el tribut al govern de Sari però ixams al-Din Muhammad tenia cinc fills entre els quals dos favorits, Abd al-Karin i Kamal al-Din, pels quals volia algun govern i Bahram Ruzafzun, el seu sipahsalar, va suggerir que els descendents de Rida al-Din havien de ser exclosos del govern d'Amol. ixams al-Din Muhammad se'l va escoltar i va expulsar a Kamal al-Din d'Amol, govern que va donar a Abd al-Karim, però Kamal va recuperar la ciutat amb el suport de la gent de Tunukabun. ixams al-Din Muhammad va voler instal·lar llavors a Murtada, oncle de Kamal al-Din, però aquest fou posat en fuita per Kamal que va tenir el suport del fill de Nasir al-Din, Zahir al-Din. ixams al-Din Muhammad va fer aliança amb Amir Hinduka que governava a Astarabad i finalment amb el seu suport va poder expulsar a Kamal i Zahir al-Din d'Amol; els derrotats es van refugiar amb Malik Gayumarth al Rustamdar. Zahir al-Din va lluitar llavors sol contra Xams al-Din Muhammad però fou derrotat i va haver de fugir al Rustamdar i finalment a Gilan. Mentre Kamal al-Din va recuperar Amol en un cop de mà, i va conservar aquest govern fins a la seva mort (1445/1446). El seu oncle Murtada, refugiat a Rustamdar, considerat un home just i molt religiós, fou instal·lat finalment a Amol per petició dels seus habitants i dels dervixos.

### Els maraixis sota els successors de Shah Rukh
Mort Xah Rukh el 1447, el timúrida Abu l-Kasim Babur ibn Baysunkur va iniciar conquestes al Khurasan i va lluitar amb Xams al-Din Muhammad pel control de Mazanderan. Encara que va aconseguir alguns triomfs que van causar moltes pèrdues a Abu l-Kasim Babur, Xams al-Din Muhammad va haver de pactar i va donar una filla en matrimoni al timúrida, però la pau no fou duradora i la lluita es va reprendre i finalment Xams al-Din Muhammad fou mort (1452) per un dels seus oficials secretament subornat per Abu l-Kasim Babur que mentre, per la mort del seu germà Muhammad ibn Baysunkur (o Baysunghur) dominava el Khurasan. El fill de Xams al-Din Muhammad, Abd al-Karim, va quedar com a ostatge a la cort d'Herat i el seu fill Abd Allah fou proclamat sobirà de manera provisional però al cap d'un mes es va presentar Abd al-Karim I que fou proclamat a Sari i reconegut al Mazanderan (1452-1459/1460).
El mateix 1452 o el 1453 va morir Murtada d'Amol i el va succeir el seu fill Xams al-Din, aficionat a la beguda i incapaç; Abu l-Kasim Babur va haver d'enviar un exèrcit per cobrar l'impost a Abd al-Karim I que tenia dificultats amb les famílies rivals de sipahsalars (els gran posseïdors de terra en feu), en especial els sayyids Babulkani (primer Aziz i després ixams al-Din) a l'est de Sari, i Bahram ibn Iskandar Ruzafzun a l'oest de Sari; aquest darrer fou assassinat per instigació d'ixams al-Din Babulkani i el va succeir el seu germà Ali ibn Iskandar Ruzafzun. Com que el govern d'Amol per Xams al-Din no era satisfactori, Abd al-Karim I el va deposar i el va concedir a Asad Allah ibn Hasan ibn Rida al-Din.
A la mort d'Abu l-Kasim Babur ibn Baysunghur el 1457, Sultan Ibrahim i Mahmud es van disputar el Mazanderan, i després d'una lluita el primer es va imposar. Abd al-Karim I i els notables de la regió, pressionats per la tirania d'Amir Baba Hasan, governador timúrida d'Astarabad, van cridar a Djahan Xah emir dels qara qoyunlu. Abu Said ben Muhammad ben Miranxah ben Timur de Transoxiana es va apoderar del Khurasan (1359) i per dues vegades prengué el control del Mazanderan que va concedir com a suyürghal al seu fill Mahmud.
El 1461 va morir Abd al-Karim i el va succeir el seu fill Abd Allah ibn Abd al-Karim (1461-1467/1468), un altre aficionat al beure, sota els quals els Ruzafzun i els Babalkani van continuar les seves lluites locals. Els Babulkani van deposar Abd Allah i el van substituir pel seu oncle Kamal al-Din encara més borratxo i incapaç que el deposat, que aviat fou retornat al poder. Un oncle de nom Mir Kawan al-Din, considerat virtuós i senzill, s'havia establert a Amol i estava guanyant molts partidaris i Ali Ruzafzun el va cridar a Sari, però Ali fou eliminat pels Babulkani i el desordre es va instal·lar; Abd Allah I va fer eliminar els seus rivals; el seu cosí Murtada fou enucleat i el seu oncle Kamal al-Din II fou empresonat.

### Els maraixis en temps de l'aq qoyunlu Uzun Hasan i successors
Zayn al-Abidin ibn Kamal al-Din II va venjar al seu pare i va matar a Abd Allah (1467/468), el fill i hereu del qual, Abd al-Karim, només tenia 4 anys i vivia a l'urdus d'Abu Said de Transoxiana; així Zayn al-Abidin va ser reconegut pels notables (1467/1468 a 1475/1476). Els sayyids Pazavari van intentar el seu enderrocament i els partidaris d'Abd Allah van tractar d'entronitzar al jove Abd al-Karim (III) que van portar des de l'Azerbaidjan on havia estat traslladat, i van intentar ocupar Amol, però Asad Allah ibn Hasan ibn Rida al-Din els va refusar l'entrada i l'infant fou portat per la seva mare a la cort del aq qoyunlu Hasan Beg, més conegut com a Uzun Hasan amb els impostos (pixkaix) que havia recaptat.
Uzun Hasan va encarregar al seu general, ixibli, que amb lleves al Gilan, Rustamdar i Mazanderan, anés a Sari, on va instal·lar a Abd al-Karim (II de Sari i III Maraixi), però Zayn al-Abidin, amb el suport entre d'altres de Sayyid Haybat Allah Babulkani, va formar una guerrilla als boscos i va acabar derrotant a ixabli i reocupant Sari.
Llavors va ajudar al seu oncle Ibrahim ibn Murtada ibn Hasan ibn Rida al-Din a expulsar al seu oncle Asad Allah d'Amol, però després d'haver-ho aconseguit, el va reinstal·lar al cap de poc a petició de Malik Djahangir ibn Kawus Paduspani, el ixpahbadh baduspànida. Mentre governava Zayn al-Abidin, Abd al-Karim II (III) s'esperava al Gilan per retornar al poder, sota protecció de Kar Kiya Muhammad fins a 1474 i després va anar a reunir-se a Uzun Hasan a Kum.
Sayyid Hasan ibn Asad Allah es va posar al servei de Zayn al-Abidin que finalment va aconseguir deposar Asad Allah i al seu fill gran Husayn ibn Asad Allah i entregar Amol a Hasan ibn Asad Allah. Asad Allah fou empresonat a Babul o Barfuruix-dih, però al cap de poc fou alliberat en una revolta dels habitants i va tornar a Amol on fou aclamat. Va cridar llavors a Abd al-Karim II (III) per unir-se la lluita contra Zayn al-Abidin, i van ocupar Sari, però Zayn al-Abidin va fer un sorprenent atac de nit contra les forces d'Asad Allah, al que va capturar i el va fer executar, recuperant Sari (1476).
Abd al-Karim II (III) va fugir a Amol, on va reagrupar als seus partidaris, amb els quals va marxar a Sari que va ocupar, assolint el govern de Mazanderan, però altre cop fou una conquesta temporal perquè Zayn al-Abidin no va tardar a recuperar la capital i Abd al-Karim es va refugiar a Lahidjan sota protecció de Sayyid Muhammad i després del seu fill Ali Kiya ibn Muhammad que li va concedir un exèrcit considerable manat per Zahir al-Din Maraixi amb el qual va retornar al Mazanderan.
Zayn al-Abidin va fugir a Sawadkuh i va enviar al seu germà ixams al-Din com ambaixador davant l'emir aq qoyunlu Yakub Beg que va enviar un exèrcit per enfrontar-se a Mirza Ali de Gilan i un altre per lluitar al Mazanderan on Zahir al-Din havia instal·lat al tron de Sari a Abd al-Karim II(III) que a l'arribada d'aquestes forces va fugir i Zayn al-Abidin fou restablert.
Poc després un oficial de l'emir aq qoyunlu va intentar fer-se independent a Mazanderan però fou mort en els combats (1483); els disturbis van seguir; el juliol de 1486 va morir Zayn al Abidin i el va succeir a Sari el seu germà ixams al-Din; lluites sagnants van oposar a Abd al-Karim II (III) que tenia el suport de l'exèrcit d'Ali Kiya, reforçat encara per Malik Bisutun. Abd al-Karim va entrar altre cop a Sari (1487) i els aq qoyunlu van envair Mazanderan (1487) i van sotmetre a Ali Kiya al Gilan i van enderrocar a Abd al-Karim II (III) que havia recuperat el poder a Sari amb la protecció d'Ali.

### Supressió i restabliment de la dinastia
Abd al-Karim II (III) fou enviat a Tabriz i Ali Kiya va haver de pagar una forta indemnització de guerra. Mazanderan fou declarat annexionat (1488) però el control dels aq qoyunlu no fou efectiu i l'exèrcit de Gilan apareix en el control de Sari pocs anys després. Vers el 1492/1493 ixams al-Din recuperava Sari mercès al seu sipahsalar Aka o Agha Rustam Ruzafzun que va capturar a 12 sardars de l'exèrcit de Gilan; al no voler restituir als presoners Ali Kiya va anar amb un exèrcit des de Gilan (1493/1494) i se li van unir forces de Tunukabun, Rustamdar i Firuzkuh; al Tunukabun aquestes forces es van unir a més a més amb un exèrcit enviat des d'Astarabad per Badi al-Zaman Mirza; tot i algunes victòries al començament, el millor domini del terreny pels maraixis els va permetre controlar la situació i l'exèrcit de Gilan i els seus aliats es van haver de retirar pactant que ixams al-Din restaria en poder de Sari i Amol, i Barfuruix-dih en mans d'Abd al-Karim II (III).
A la mort d'ixams al-Din el 1499/1500 el sipahsalar Agha Rustam, governador de Sawadkuh, va proclamar com a successor al fill del difunt, Kamal a-Din III (1499/1500-1502/1503). El seu cosí Abd al-Karim II (III) amb l'exèrcit de Gilan va intentar altre cop recuperar el poder però fou derrotat per Agha Rustam Ruzafzun va fugir a Herat i allí es va aliar al timúrida Sultan Husayin Baykara ibn Mansur i diverses vegades va provar de tornar amb l'exèrcit de Khurasan, i finalment Agha Rustam va accedir a deixar-li la meitat dels ingressos d'Amol i després d'eliminar a Kamal al-Din va controlar la situació completament (1503).

### Els maraixis sota els safàvides
Va establir bones relacions amb els safàvides que estaven agafant el poder a Pèrsia, i amb ixaybak Khan Uzbek al que admirava; ixaybak va morir a mans de Ismail I de Pèrsia que li va enviar el cap a Rustam. Vers el 1510 o 1511 va morir Rustam i Abd al-Karim II (III) va haver de pactar per recuperar el poder amb dos fills de Rustam, de noms Suhrab i Muhammad, i amb els safàvides. Suhrab va malbaratar el patrimoni i Abd al-Karim II (III) finalment se'n va desfer però els safàvides el van obligar a compartir el poder amb Muhammad Ruzafzun, molt amic del dignatari safàvida Čuha Sultan Tekkelu. Finalment Abd al-Karim II (III) va acabar recuperant el tron per la força (empresonant a Muhammad) i va regnar amb justícia sent protegit per Ismail I, però després de la mort d'aquest el 1524, sota Tahmasp I (1524-1576) Muhammad fou alliberat per influència de Čuha Sultan Tekkelu i instal·lat al govern de Sari (1525/1526) i Abd al-Karim es va retirar a Barfuruix-dih des d'on encara va intentar un atac a Sari contra Muhammad, i va morir poc després amb uns 80 anys.
Els notables es van dividir sobre la successió entre l'hereu designat, el fill Amir ixahi, i un germà, Sultan Mahmud. Aquest fou proclamat per una facció però ràpidament eliminat per l'altra; Mahmud es va refugiar amb Muhammad Ruzafzun de Sari que el va eliminar. Amir ixahi va governar a Barfuruix-dih de 1526 a 1531, mantenint una vida llicenciosa i deixant els afers en mans d'Amir Ali Husayn que fou eliminat pels partidaris de Mahmud; els notables es van dirigir cap a Muhammad Ruzafzun o cap a Abd Allah ibn Sultan Mahmud.
Amir Xahi es va reunir al seguici de Tahmasp I que anava al Khurasan i quan va tornar al Mazanderan, Muhammad Ruzafzun va enviar a Muzaffar Beg Turkaman que el va matar a Ahusar, prop de Firuzkuh. Tot seguit Muhammad va eliminar diversos prínceps maraixis i va dominar el Mazanderan sense rival; un príncep maraixi que es va lliurar de la matança, Sultan Murad ibn Mir ixahi va fugir a Gilan.
Muhammad va governar del 1532 al 1546. Va encarregar les qüestions militars a un notable de Sawadkuh, de nom Hasan-mat, que va designar al seu germà Suhrab mat com a wikalat d'Aka Rustam ibn Muhammad, el fill gran de Muhammad, i un altre germà de nom Gustahm com a governador de Sawadkuh. De mica en mica tots els districtes van anar sent controlats pels seus parents, provocant l'hostilitat d'altres notables que van forçar a Muhammad a destituir a Hasan-mat i als seus.
El desordre va retornar i el 1548 Tahmasp I va enviar una expedició oficialment per venjar l'assassinat d'Amir ixahi, però com que Muhammad tenia molta amistat amb el wakil persa Kadi Djahan, aquest va intercedir davant el xa per aturar l'ofensiva. A la mort de Muhammad el va succeir el seu fill Agha o Aka Rustam, i llavors Mir Abd Allah ibn Sultan Mahmud va anar amb un exèrcit al Rustamdar per venjar al seu pare i va derrotar l'exèrcit manat per Agha Rustam ibn Muhammad prop de Barfuruix-dih. Un any després moria Agha Rustam i en aquest temps Abd Allah ibn Sultan Mahmud va matar a Faramarz ibn Muhammad i a la mort d'Agha Rustam fou entronitzat el seu cosí (nebot de Muhammad) Suhrab, que ràpidament fou expulsat per Abd Allah, que en endavant va governar el Mazanderan.
No va atendre les exigències de Tahmasp I que li demanava enviar puntualment l'impost i retornar els tresors de Muhammad Ruzafzun, i va acabar destituït pel xa safàvida en favor de Sultan Murad ibn Amir ixahi. Murad va sotmetre a tortura a Abd Allah per fer-li dir on tenia els tresors de Muhammad Ruzafzun i finalment el 1561/1562 el va matar en una execució col·lectiva a Sari, amb participació de diversos notables locals i alguns sayyids.

### Final de la dinastia
Sultan Murad va morir el 1576/1577 i va deixar el govern parcial del Mazanderan al seu fill Mirza Khan Mahmud amb el nom de Sultan Mahmud. Dos fills d'Abd Allah i una filla es van refugiar a la cort de Tahmasp i el xa va casar la filla anomenada Khayr al-Nise Begum (Mahd-i Ulya) amb el príncep hereu Muhammad Khudabanda. A la mort de Sultan Murad el 1576/1577 el fill de Muhammad Khudabanda i Khayr al-Nise Begum, de nom Hasan Mirza, va rebre la meitat del Mazanderan. A la mort de Tahmasp I el 1576, tot el Mazanderan va retornar a Mirza Khan mercès als esforços d'ixams al-Din Div; però Khayr al-Nise Begum (Mahd-i Ulya), com a venjança per la mort del seu pare Abd Allah, va assassinar Mirza Khan i va fer proclamar al seu oncle Mir Ali Khan ibn Sultan Mahmud que havia lluitat contra Mirza Khan, però que va morir poc després. En l'anarquia que va seguir Khayr al-Nise Begum (Mahd-i Ulya) fou assassinada i dos potentats locals es van disputar el Mazanderan: Sayyid Muzaffar Murtada del Hazardjarib (que va morir el 1596/1597) i Alvand Div, però els descendents de les branques dels maraixis seguien la lluita pel poder sent els principals Mir Husayn Khan, cosí de Mir Ali Khan, i Mir Sultan Murad II ibn Mirza Khan Mahmud.
El 1596 el xa Abbas el Gran va reclamar els seus drets hereditaris com a net (per la seva mare) de Sayyid Abd Allah i va incorporar el Mazanderan al domini de la corona. Sayyid Maraixi Murtada, Alvan Div i un tercer potentat de nom Malik Bahman Laridjani, que tenien el poder efectiu, foren derrotats pel general safàvida Farhad Khan Karamalu.

## Genealogia
Nota:Les dates a les fonts són en anys de l'hègira, lunars, i no corresponen exactament a anys solars; els anys per tant són aproximats
| | | | | | |                   |                   |                                    |                                    |                                         |                                         |                                         |                                         |                                         |                                         |                                                                                 |                                                                                 |                                                                                 |                                                                                 |                                                                                 |                                                                                 |                                                        |                                                        |                      |                      |                      |                      |                                      |                                      |                                                              |                                                              |                                                              |                                                              |                                                              |                                                              | Kawan al-Din I "Mir-i Buzurg" governa 1358-1362 (+1379)      |                                                              |                                            |                                            | | | | | | |                                                   |                                                   |                                                    |                                                    |                                                          |                                                          |                                                          |                                                          |                                                          |                                                          |                                  |                                  |                       |                       |                                                        |                                                        |                                                        |                                                        |                                                            |                                                            |                                                            |                                                            |                                                                        |                                                                        |                                                                        |                                                                        |                                                                        |                                                                        |                                                                  |                                                                  |              |              |              |              |              |              |  |  |  |  |  |  |  |  |  |  |  |  |  |  |  |  |  |  |  |  |  |  |  |  |  |  |  |  |  |  |  |  |  |  |  |  |  |  |  |  |  |  |  |  |  |  |  |  |  |  |  |  |  |  |  |  |  |  |  |  |
| | | | | | |                   |                   |                                    |                                    |                                         |                                         |                                         |                                         |                                         |                                         |                                                                                 |                                                                                 |                                                                                 |                                                                                 |                                                                                 |                                                                                 |                                                        |                                                        |                      |                      |                      |                      |                                      |                                      |                                                              |                                                              |                                                              |                                                              |                                                              |                                                              |                                                              |                                                              |                                            |                                            | | | | | | |                                                   |                                                   |                                                    |                                                    |                                                          |                                                          |                                                          |                                                          |                                                          |                                                          |                                  |                                  |                       |                       |                                                        |                                                        |                                                        |                                                        |                                                            |                                                            |                                                            |                                                            |                                                                        |                                                                        |                                                                        |                                                                        |                                                                        |                                                                        |                                                                  |                                                                  |              |              |              |              |              |              |  |  |  |  |  |  |  |  |  |  |  |  |  |  |  |  |  |  |  |  |  |  |  |  |  |  |  |  |  |  |  |  |  |  |  |  |  |  |  |  |  |  |  |  |  |  |  |  |  |  |  |  |  |  |  |  |  |  |  |  |
| | | | | | |                   |                   |                                    |                                    |                                         |                                         |                                         |                                         |                                         |                                         |                                                                                 |                                                                                 |                                                                                 |                                                                                 |                                                                                 |                                                                                 |                                                        |                                                        |                      |                      |                      |                      |                                      |                                      |                                                              |                                                              |                                                              |                                                              |                                                              |                                                              |                                                              |                                                              |                                            |                                            | | | | | | |                                                   |                                                   |                                                    |                                                    |                                                          |                                                          |                                                          |                                                          |                                                          |                                                          |                                  |                                  |                       |                       |                                                        |                                                        |                                                        |                                                        |                                                            |                                                            |                                                            |                                                            |                                                                        |                                                                        |                                                                        |                                                                        |                                                                        |                                                                        |                                                                  |                                                                  |              |              |              |              |              |              |  |  |  |  |  |  |  |  |  |  |  |  |  |  |  |  |  |  |  |  |  |  |  |  |  |  |  |  |  |  |  |  |  |  |  |  |  |  |  |  |  |  |  |  |  |  |  |  |  |  |  |  |  |  |  |  |  |  |  |  |
| | | Abd Allah (+1360) | Abd Allah (+1360) | Abd Allah (+1360) | Abd Allah (+1360) | Abd Allah (+1360) | Abd Allah (+1360) |                                    |                                    | Kamal al-Din I governa a Sari 1362-1393 | Kamal al-Din I governa a Sari 1362-1393 | Kamal al-Din I governa a Sari 1362-1393 | Kamal al-Din I governa a Sari 1362-1393 | Kamal al-Din I governa a Sari 1362-1393 | Kamal al-Din I governa a Sari 1362-1393 |                                                                                 |                                                                                 |                                                                                 |                                                                                 | Zahir al-Din                                                                    | Zahir al-Din                                                                    | Zahir al-Din                                           | Zahir al-Din                                           | Zahir al-Din         | Zahir al-Din         |                      |                      | Rida al-Din governa a Amol 1362-1393 | Rida al-Din governa a Amol 1362-1393 | Rida al-Din governa a Amol 1362-1393                         | Rida al-Din governa a Amol 1362-1393                         | Rida al-Din governa a Amol 1362-1393                         | Rida al-Din governa a Amol 1362-1393                         |                                                              |                                                              | Fakhr al-Din governa a Rustamdar 1380-1391                   | Fakhr al-Din governa a Rustamdar 1380-1391                   | Fakhr al-Din governa a Rustamdar 1380-1391 | Fakhr al-Din governa a Rustamdar 1380-1391 | Fakhr al-Din governa a Rustamdar 1380-1391                                                         | Fakhr al-Din governa a Rustamdar 1380-1391                                                         | | | Zayn al-Abidin                                                                                     | Zayn al-Abidin                                                                                     | Zayn al-Abidin                                    | Zayn al-Abidin                                    | Zayn al-Abidin                                     | Zayn al-Abidin                                     |                                                          |                                                          | Yahya associat a Sari 1406-1410                          | Yahya associat a Sari 1406-1410                          | Yahya associat a Sari 1406-1410                          | Yahya associat a Sari 1406-1410                          | Yahya associat a Sari 1406-1410  | Yahya associat a Sari 1406-1410  |                       |                       | Ali Amoli governa a Amol 1407-1412 i 1415-1420 (+1421) | Ali Amoli governa a Amol 1407-1412 i 1415-1420 (+1421) | Ali Amoli governa a Amol 1407-1412 i 1415-1420 (+1421) | Ali Amoli governa a Amol 1407-1412 i 1415-1420 (+1421) | Ali Amoli governa a Amol 1407-1412 i 1415-1420 (+1421)     | Ali Amoli governa a Amol 1407-1412 i 1415-1420 (+1421)     |                                                            |                                                            | Sharaf al-Din governa a Karatughan 1380-1392 associat a Sari 1406-1410 | Sharaf al-Din governa a Karatughan 1380-1392 associat a Sari 1406-1410 | Sharaf al-Din governa a Karatughan 1380-1392 associat a Sari 1406-1410 | Sharaf al-Din governa a Karatughan 1380-1392 associat a Sari 1406-1410 | Sharaf al-Din governa a Karatughan 1380-1392 associat a Sari 1406-1410 | Sharaf al-Din governa a Karatughan 1380-1392 associat a Sari 1406-1410 |                                                                  |                                                                  | Nasir al-Din | Nasir al-Din | Nasir al-Din | Nasir al-Din | Nasir al-Din | Nasir al-Din |  |  |  |  |  |  |  |  |  |  |  |  |  |  |  |  |  |  |  |  |  |  |  |  |  |  |  |  |  |  |  |  |  |  |  |  |  |  |  |  |  |  |  |  |  |  |  |  |  |  |  |  |  |  |  |  |  |  |  |  |
| | | Abd Allah (+1360) | Abd Allah (+1360) | Abd Allah (+1360) | Abd Allah (+1360) | Abd Allah (+1360) | Abd Allah (+1360) |                                    |                                    | Kamal al-Din I governa a Sari 1362-1393 | Kamal al-Din I governa a Sari 1362-1393 | Kamal al-Din I governa a Sari 1362-1393 | Kamal al-Din I governa a Sari 1362-1393 | Kamal al-Din I governa a Sari 1362-1393 | Kamal al-Din I governa a Sari 1362-1393 |                                                                                 |                                                                                 |                                                                                 |                                                                                 | Zahir al-Din                                                                    | Zahir al-Din                                                                    | Zahir al-Din                                           | Zahir al-Din                                           | Zahir al-Din         | Zahir al-Din         |                      |                      | Rida al-Din governa a Amol 1362-1393 | Rida al-Din governa a Amol 1362-1393 | Rida al-Din governa a Amol 1362-1393                         | Rida al-Din governa a Amol 1362-1393                         | Rida al-Din governa a Amol 1362-1393                         | Rida al-Din governa a Amol 1362-1393                         |                                                              |                                                              | Fakhr al-Din governa a Rustamdar 1380-1391                   | Fakhr al-Din governa a Rustamdar 1380-1391                   | Fakhr al-Din governa a Rustamdar 1380-1391 | Fakhr al-Din governa a Rustamdar 1380-1391 | Fakhr al-Din governa a Rustamdar 1380-1391                                                         | Fakhr al-Din governa a Rustamdar 1380-1391                                                         | | | Zayn al-Abidin                                                                                     | Zayn al-Abidin                                                                                     | Zayn al-Abidin                                    | Zayn al-Abidin                                    | Zayn al-Abidin                                     | Zayn al-Abidin                                     |                                                          |                                                          | Yahya associat a Sari 1406-1410                          | Yahya associat a Sari 1406-1410                          | Yahya associat a Sari 1406-1410                          | Yahya associat a Sari 1406-1410                          | Yahya associat a Sari 1406-1410  | Yahya associat a Sari 1406-1410  |                       |                       | Ali Amoli governa a Amol 1407-1412 i 1415-1420 (+1421) | Ali Amoli governa a Amol 1407-1412 i 1415-1420 (+1421) | Ali Amoli governa a Amol 1407-1412 i 1415-1420 (+1421) | Ali Amoli governa a Amol 1407-1412 i 1415-1420 (+1421) | Ali Amoli governa a Amol 1407-1412 i 1415-1420 (+1421)     | Ali Amoli governa a Amol 1407-1412 i 1415-1420 (+1421)     |                                                            |                                                            | Sharaf al-Din governa a Karatughan 1380-1392 associat a Sari 1406-1410 | Sharaf al-Din governa a Karatughan 1380-1392 associat a Sari 1406-1410 | Sharaf al-Din governa a Karatughan 1380-1392 associat a Sari 1406-1410 | Sharaf al-Din governa a Karatughan 1380-1392 associat a Sari 1406-1410 | Sharaf al-Din governa a Karatughan 1380-1392 associat a Sari 1406-1410 | Sharaf al-Din governa a Karatughan 1380-1392 associat a Sari 1406-1410 |                                                                  |                                                                  | Nasir al-Din | Nasir al-Din | Nasir al-Din | Nasir al-Din | Nasir al-Din | Nasir al-Din |  |  |  |  |  |  |  |  |  |  |  |  |  |  |  |  |  |  |  |  |  |  |  |  |  |  |  |  |  |  |  |  |  |  |  |  |  |  |  |  |  |  |  |  |  |  |  |  |  |  |  |  |  |  |  |  |  |  |  |  |
| | | | | | |                   |                   |                                    |                                    |                                         |                                         |                                         |                                         |                                         |                                         |                                                                                 |                                                                                 |                                                                                 |                                                                                 |                                                                                 |                                                                                 |                                                        |                                                        |                      |                      |                      |                      |                                      |                                      |                                                              |                                                              |                                                              |                                                              |                                                              |                                                              |                                                              |                                                              |                                            |                                            | | | | | | |                                                   |                                                   |                                                    |                                                    |                                                          |                                                          |                                                          |                                                          |                                                          |                                                          |                                  |                                  |                       |                       |                                                        |                                                        |                                                        |                                                        |                                                            |                                                            |                                                            |                                                            |                                                                        |                                                                        |                                                                        |                                                                        |                                                                        |                                                                        |                                                                  |                                                                  |              |              |              |              |              |              |  |  |  |  |  |  |  |  |  |  |  |  |  |  |  |  |  |  |  |  |  |  |  |  |  |  |  |  |  |  |  |  |  |  |  |  |  |  |  |  |  |  |  |  |  |  |  |  |  |  |  |  |  |  |  |  |  |  |  |  |
| Ali Sari governa a Amol 1403-1406 governa a Sari 1406-1410 i 1411-1417                                                                                              | Ali Sari governa a Amol 1403-1406 governa a Sari 1406-1410 i 1411-1417                                                                                              | Ali Sari governa a Amol 1403-1406 governa a Sari 1406-1410 i 1411-1417                                                                                              | Ali Sari governa a Amol 1403-1406 governa a Sari 1406-1410 i 1411-1417                                                                                              | Ali Sari governa a Amol 1403-1406 governa a Sari 1406-1410 i 1411-1417                                                                                              | Ali Sari governa a Amol 1403-1406 governa a Sari 1406-1410 i 1411-1417                                                                                              |                   |                   | Murtada I governa a Sari 1401-1411 | Murtada I governa a Sari 1401-1411 | Murtada I governa a Sari 1401-1411      | Murtada I governa a Sari 1401-1411      | Murtada I governa a Sari 1401-1411      | Murtada I governa a Sari 1401-1411      |                                         |                                         | Ghiyath al-Din associat a Amol 1403-1406 de Barfurush-dih 1406-1411 i 1412-1419 | Ghiyath al-Din associat a Amol 1403-1406 de Barfurush-dih 1406-1411 i 1412-1419 | Ghiyath al-Din associat a Amol 1403-1406 de Barfurush-dih 1406-1411 i 1412-1419 | Ghiyath al-Din associat a Amol 1403-1406 de Barfurush-dih 1406-1411 i 1412-1419 | Ghiyath al-Din associat a Amol 1403-1406 de Barfurush-dih 1406-1411 i 1412-1419 | Ghiyath al-Din associat a Amol 1403-1406 de Barfurush-dih 1406-1411 i 1412-1419 |                                                        |                                                        | Nasir al-Din (+1433) | Nasir al-Din (+1433) | Nasir al-Din (+1433) | Nasir al-Din (+1433) | Nasir al-Din (+1433)                 | Nasir al-Din (+1433)                 |                                                              |                                                              | Kawan al-Din governa a Amol 1406-1407, 1412-1415 i 1420-1435 | Kawan al-Din governa a Amol 1406-1407, 1412-1415 i 1420-1435 | Kawan al-Din governa a Amol 1406-1407, 1412-1415 i 1420-1435 | Kawan al-Din governa a Amol 1406-1407, 1412-1415 i 1420-1435 | Kawan al-Din governa a Amol 1406-1407, 1412-1415 i 1420-1435 | Kawan al-Din governa a Amol 1406-1407, 1412-1415 i 1420-1435 |                                            |                                            | Abd al-Muttalib governa a Amol 1406                                                                | Abd al-Muttalib governa a Amol 1406                                                                | Abd al-Muttalib governa a Amol 1406                                                                | Abd al-Muttalib governa a Amol 1406                                                                | Abd al-Muttalib governa a Amol 1406                                                                | Abd al-Muttalib governa a Amol 1406                                                                |                                                   |                                                   | Murtada Governa a Amol 1441, 1442-1443 i 1445-1453 | Murtada Governa a Amol 1441, 1442-1443 i 1445-1453 | Murtada Governa a Amol 1441, 1442-1443 i 1445-1453       | Murtada Governa a Amol 1441, 1442-1443 i 1445-1453       | Murtada Governa a Amol 1441, 1442-1443 i 1445-1453       | Murtada Governa a Amol 1441, 1442-1443 i 1445-1453       |                                                          |                                                          | Hasan                            | Hasan                            | Hasan                 | Hasan                 | Hasan                                                  | Hasan                                                  |                                                        |                                                        |                                                            |                                                            |                                                            |                                                            | Zahir al-Din                                                           | Zahir al-Din                                                           | Zahir al-Din                                                           | Zahir al-Din                                                           | Zahir al-Din                                                           | Zahir al-Din                                                           |                                                                  |                                                                  |              |              |              |              |              |              |  |  |  |  |  |  |  |  |  |  |  |  |  |  |  |  |  |  |  |  |  |  |  |  |  |  |  |  |  |  |  |  |  |  |  |  |  |  |  |  |  |  |  |  |  |  |  |  |  |  |  |  |  |  |  |  |  |  |  |  |
| Ali Sari governa a Amol 1403-1406 governa a Sari 1406-1410 i 1411-1417                                                                                              | Ali Sari governa a Amol 1403-1406 governa a Sari 1406-1410 i 1411-1417                                                                                              | Ali Sari governa a Amol 1403-1406 governa a Sari 1406-1410 i 1411-1417                                                                                              | Ali Sari governa a Amol 1403-1406 governa a Sari 1406-1410 i 1411-1417                                                                                              | Ali Sari governa a Amol 1403-1406 governa a Sari 1406-1410 i 1411-1417                                                                                              | Ali Sari governa a Amol 1403-1406 governa a Sari 1406-1410 i 1411-1417                                                                                              |                   |                   | Murtada I governa a Sari 1401-1411 | Murtada I governa a Sari 1401-1411 | Murtada I governa a Sari 1401-1411      | Murtada I governa a Sari 1401-1411      | Murtada I governa a Sari 1401-1411      | Murtada I governa a Sari 1401-1411      |                                         |                                         | Ghiyath al-Din associat a Amol 1403-1406 de Barfurush-dih 1406-1411 i 1412-1419 | Ghiyath al-Din associat a Amol 1403-1406 de Barfurush-dih 1406-1411 i 1412-1419 | Ghiyath al-Din associat a Amol 1403-1406 de Barfurush-dih 1406-1411 i 1412-1419 | Ghiyath al-Din associat a Amol 1403-1406 de Barfurush-dih 1406-1411 i 1412-1419 | Ghiyath al-Din associat a Amol 1403-1406 de Barfurush-dih 1406-1411 i 1412-1419 | Ghiyath al-Din associat a Amol 1403-1406 de Barfurush-dih 1406-1411 i 1412-1419 |                                                        |                                                        | Nasir al-Din (+1433) | Nasir al-Din (+1433) | Nasir al-Din (+1433) | Nasir al-Din (+1433) | Nasir al-Din (+1433)                 | Nasir al-Din (+1433)                 |                                                              |                                                              | Kawan al-Din governa a Amol 1406-1407, 1412-1415 i 1420-1435 | Kawan al-Din governa a Amol 1406-1407, 1412-1415 i 1420-1435 | Kawan al-Din governa a Amol 1406-1407, 1412-1415 i 1420-1435 | Kawan al-Din governa a Amol 1406-1407, 1412-1415 i 1420-1435 | Kawan al-Din governa a Amol 1406-1407, 1412-1415 i 1420-1435 | Kawan al-Din governa a Amol 1406-1407, 1412-1415 i 1420-1435 |                                            |                                            | Abd al-Muttalib governa a Amol 1406                                                                | Abd al-Muttalib governa a Amol 1406                                                                | Abd al-Muttalib governa a Amol 1406                                                                | Abd al-Muttalib governa a Amol 1406                                                                | Abd al-Muttalib governa a Amol 1406                                                                | Abd al-Muttalib governa a Amol 1406                                                                |                                                   |                                                   | Murtada Governa a Amol 1441, 1442-1443 i 1445-1453 | Murtada Governa a Amol 1441, 1442-1443 i 1445-1453 | Murtada Governa a Amol 1441, 1442-1443 i 1445-1453       | Murtada Governa a Amol 1441, 1442-1443 i 1445-1453       | Murtada Governa a Amol 1441, 1442-1443 i 1445-1453       | Murtada Governa a Amol 1441, 1442-1443 i 1445-1453       |                                                          |                                                          | Hasan                            | Hasan                            | Hasan                 | Hasan                 | Hasan                                                  | Hasan                                                  |                                                        |                                                        |                                                            |                                                            |                                                            |                                                            | Zahir al-Din                                                           | Zahir al-Din                                                           | Zahir al-Din                                                           | Zahir al-Din                                                           | Zahir al-Din                                                           | Zahir al-Din                                                           |                                                                  |                                                                  |              |              |              |              |              |              |  |  |  |  |  |  |  |  |  |  |  |  |  |  |  |  |  |  |  |  |  |  |  |  |  |  |  |  |  |  |  |  |  |  |  |  |  |  |  |  |  |  |  |  |  |  |  |  |  |  |  |  |  |  |  |  |  |  |  |  |
| | | | | | |                   |                   |                                    |                                    |                                         |                                         |                                         |                                         |                                         |                                         |                                                                                 |                                                                                 |                                                                                 |                                                                                 |                                                                                 |                                                                                 |                                                        |                                                        |                      |                      |                      |                      |                                      |                                      |                                                              |                                                              |                                                              |                                                              |                                                              |                                                              |                                                              |                                                              |                                            |                                            | | | | | | |                                                   |                                                   |                                                    |                                                    |                                                          |                                                          |                                                          |                                                          |                                                          |                                                          |                                  |                                  |                       |                       |                                                        |                                                        |                                                        |                                                        |                                                            |                                                            |                                                            |                                                            |                                                                        |                                                                        |                                                                        |                                                                        |                                                                        |                                                                        |                                                                  |                                                                  |              |              |              |              |              |              |  |  |  |  |  |  |  |  |  |  |  |  |  |  |  |  |  |  |  |  |  |  |  |  |  |  |  |  |  |  |  |  |  |  |  |  |  |  |  |  |  |  |  |  |  |  |  |  |  |  |  |  |  |  |  |  |  |  |  |  |
| Murtada governa a Sari 1417-1433 | Murtada governa a Sari 1417-1433 | Murtada governa a Sari 1417-1433 | Murtada governa a Sari 1417-1433 | Murtada governa a Sari 1417-1433 | Murtada governa a Sari 1417-1433 |                   |                   | Zahir al-Din (+1489)               | Zahir al-Din (+1489)               | Zahir al-Din (+1489)                    | Zahir al-Din (+1489)                    | Zahir al-Din (+1489)                    | Zahir al-Din (+1489)                    |                                         |                                         | Djalal al-Din                                                                   | Djalal al-Din                                                                   | Djalal al-Din                                                                   | Djalal al-Din                                                                   | Djalal al-Din                                                                   | Djalal al-Din                                                                   |                                                        |                                                        | Zahir al-Din (+1489) | Zahir al-Din (+1489) | Zahir al-Din (+1489) | Zahir al-Din (+1489) | Zahir al-Din (+1489)                 | Zahir al-Din (+1489)                 |                                                              |                                                              | Abd al-Hayy                                                  | Abd al-Hayy                                                  | Abd al-Hayy                                                  | Abd al-Hayy                                                  | Abd al-Hayy                                                  | Abd al-Hayy                                                  |                                            |                                            | Kamal al-Din governa a Amol 1435-1440, 1441, 1441-1442 i 1443-1445                                 | Kamal al-Din governa a Amol 1435-1440, 1441, 1441-1442 i 1443-1445                                 | Kamal al-Din governa a Amol 1435-1440, 1441, 1441-1442 i 1443-1445                                 | Kamal al-Din governa a Amol 1435-1440, 1441, 1441-1442 i 1443-1445                                 | Kamal al-Din governa a Amol 1435-1440, 1441, 1441-1442 i 1443-1445                                 | Kamal al-Din governa a Amol 1435-1440, 1441, 1441-1442 i 1443-1445                                 |                                                   |                                                   | Shams al-Din governa a Amol 1453-1460              | Shams al-Din governa a Amol 1453-1460              | Shams al-Din governa a Amol 1453-1460                    | Shams al-Din governa a Amol 1453-1460                    | Shams al-Din governa a Amol 1453-1460                    | Shams al-Din governa a Amol 1453-1460                    |                                                          |                                                          | Murtada                          | Murtada                          | Murtada               | Murtada               | Murtada                                                | Murtada                                                |                                                        |                                                        | Asad Allah governa a Amol 1460-1472, 1473-1474 i 1475-1476 | Asad Allah governa a Amol 1460-1472, 1473-1474 i 1475-1476 | Asad Allah governa a Amol 1460-1472, 1473-1474 i 1475-1476 | Asad Allah governa a Amol 1460-1472, 1473-1474 i 1475-1476 | Asad Allah governa a Amol 1460-1472, 1473-1474 i 1475-1476             | Asad Allah governa a Amol 1460-1472, 1473-1474 i 1475-1476             |                                                                        |                                                                        | Fadl Allah                                                             | Fadl Allah                                                             | Fadl Allah                                                       | Fadl Allah                                                       | Fadl Allah   | Fadl Allah   |              |              |              |              |  |  |  |  |  |  |  |  |  |  |  |  |  |  |  |  |  |  |  |  |  |  |  |  |  |  |  |  |  |  |  |  |  |  |  |  |  |  |  |  |  |  |  |  |  |  |  |  |  |  |  |  |  |  |  |  |  |  |  |  |
| Murtada governa a Sari 1417-1433 | Murtada governa a Sari 1417-1433 | Murtada governa a Sari 1417-1433 | Murtada governa a Sari 1417-1433 | Murtada governa a Sari 1417-1433 | Murtada governa a Sari 1417-1433 |                   |                   | Zahir al-Din (+1489)               | Zahir al-Din (+1489)               | Zahir al-Din (+1489)                    | Zahir al-Din (+1489)                    | Zahir al-Din (+1489)                    | Zahir al-Din (+1489)                    |                                         |                                         | Djalal al-Din                                                                   | Djalal al-Din                                                                   | Djalal al-Din                                                                   | Djalal al-Din                                                                   | Djalal al-Din                                                                   | Djalal al-Din                                                                   |                                                        |                                                        | Zahir al-Din (+1489) | Zahir al-Din (+1489) | Zahir al-Din (+1489) | Zahir al-Din (+1489) | Zahir al-Din (+1489)                 | Zahir al-Din (+1489)                 |                                                              |                                                              | Abd al-Hayy                                                  | Abd al-Hayy                                                  | Abd al-Hayy                                                  | Abd al-Hayy                                                  | Abd al-Hayy                                                  | Abd al-Hayy                                                  |                                            |                                            | Kamal al-Din governa a Amol 1435-1440, 1441, 1441-1442 i 1443-1445                                 | Kamal al-Din governa a Amol 1435-1440, 1441, 1441-1442 i 1443-1445                                 | Kamal al-Din governa a Amol 1435-1440, 1441, 1441-1442 i 1443-1445                                 | Kamal al-Din governa a Amol 1435-1440, 1441, 1441-1442 i 1443-1445                                 | Kamal al-Din governa a Amol 1435-1440, 1441, 1441-1442 i 1443-1445                                 | Kamal al-Din governa a Amol 1435-1440, 1441, 1441-1442 i 1443-1445                                 |                                                   |                                                   | Shams al-Din governa a Amol 1453-1460              | Shams al-Din governa a Amol 1453-1460              | Shams al-Din governa a Amol 1453-1460                    | Shams al-Din governa a Amol 1453-1460                    | Shams al-Din governa a Amol 1453-1460                    | Shams al-Din governa a Amol 1453-1460                    |                                                          |                                                          | Murtada                          | Murtada                          | Murtada               | Murtada               | Murtada                                                | Murtada                                                |                                                        |                                                        | Asad Allah governa a Amol 1460-1472, 1473-1474 i 1475-1476 | Asad Allah governa a Amol 1460-1472, 1473-1474 i 1475-1476 | Asad Allah governa a Amol 1460-1472, 1473-1474 i 1475-1476 | Asad Allah governa a Amol 1460-1472, 1473-1474 i 1475-1476 | Asad Allah governa a Amol 1460-1472, 1473-1474 i 1475-1476             | Asad Allah governa a Amol 1460-1472, 1473-1474 i 1475-1476             |                                                                        |                                                                        | Fadl Allah                                                             | Fadl Allah                                                             | Fadl Allah                                                       | Fadl Allah                                                       | Fadl Allah   | Fadl Allah   |              |              |              |              |  |  |  |  |  |  |  |  |  |  |  |  |  |  |  |  |  |  |  |  |  |  |  |  |  |  |  |  |  |  |  |  |  |  |  |  |  |  |  |  |  |  |  |  |  |  |  |  |  |  |  |  |  |  |  |  |  |  |  |  |
| | | | | | |                   |                   |                                    |                                    |                                         |                                         |                                         |                                         |                                         |                                         |                                                                                 |                                                                                 |                                                                                 |                                                                                 |                                                                                 |                                                                                 |                                                        |                                                        |                      |                      |                      |                      |                                      |                                      |                                                              |                                                              |                                                              |                                                              |                                                              |                                                              |                                                              |                                                              |                                            |                                            | | | | | | |                                                   |                                                   |                                                    |                                                    |                                                          |                                                          |                                                          |                                                          |                                                          |                                                          |                                  |                                  |                       |                       |                                                        |                                                        |                                                        |                                                        |                                                            |                                                            |                                                            |                                                            |                                                                        |                                                                        |                                                                        |                                                                        |                                                                        |                                                                        |                                                                  |                                                                  |              |              |              |              |              |              |  |  |  |  |  |  |  |  |  |  |  |  |  |  |  |  |  |  |  |  |  |  |  |  |  |  |  |  |  |  |  |  |  |  |  |  |  |  |  |  |  |  |  |  |  |  |  |  |  |  |  |  |  |  |  |  |  |  |  |  |
| Shams al-Din Muhammad governa a Sari 1433-1452 | Shams al-Din Muhammad governa a Sari 1433-1452 | Shams al-Din Muhammad governa a Sari 1433-1452 | Shams al-Din Muhammad governa a Sari 1433-1452 | Shams al-Din Muhammad governa a Sari 1433-1452 | Shams al-Din Muhammad governa a Sari 1433-1452 |                   |                   |                                    |                                    |                                         |                                         |                                         |                                         | Ghiyath al-Din                          | Ghiyath al-Din                          | Ghiyath al-Din                                                                  | Ghiyath al-Din                                                                  | Ghiyath al-Din                                                                  | Ghiyath al-Din                                                                  |                                                                                 |                                                                                 | Ahmad                                                  | Ahmad                                                  | Ahmad                | Ahmad                | Ahmad                | Ahmad                |                                      |                                      | Nasir al-Din                                                 | Nasir al-Din                                                 | Nasir al-Din                                                 | Nasir al-Din                                                 | Nasir al-Din                                                 | Nasir al-Din                                                 |                                                              |                                                              |                                            |                                            | | | | | | |                                                   |                                                   |                                                    |                                                    |                                                          |                                                          | Ibrahim governa a Amol 1472-1473                         | Ibrahim governa a Amol 1472-1473                         | Ibrahim governa a Amol 1472-1473                         | Ibrahim governa a Amol 1472-1473                         | Ibrahim governa a Amol 1472-1473 | Ibrahim governa a Amol 1472-1473 |                       |                       | Husayn (+1487)                                         | Husayn (+1487)                                         | Husayn (+1487)                                         | Husayn (+1487)                                         | Husayn (+1487)                                             | Husayn (+1487)                                             |                                                            |                                                            | Hasan governa a Amol 1474-1475 i 1476                                  | Hasan governa a Amol 1474-1475 i 1476                                  | Hasan governa a Amol 1474-1475 i 1476                                  | Hasan governa a Amol 1474-1475 i 1476                                  | Hasan governa a Amol 1474-1475 i 1476                                  | Hasan governa a Amol 1474-1475 i 1476                                  |                                                                  |                                                                  |              |              |              |              |              |              |  |  |  |  |  |  |  |  |  |  |  |  |  |  |  |  |  |  |  |  |  |  |  |  |  |  |  |  |  |  |  |  |  |  |  |  |  |  |  |  |  |  |  |  |  |  |  |  |  |  |  |  |  |  |  |  |  |  |  |  |
| Shams al-Din Muhammad governa a Sari 1433-1452 | Shams al-Din Muhammad governa a Sari 1433-1452 | Shams al-Din Muhammad governa a Sari 1433-1452 | Shams al-Din Muhammad governa a Sari 1433-1452 | Shams al-Din Muhammad governa a Sari 1433-1452 | Shams al-Din Muhammad governa a Sari 1433-1452 |                   |                   |                                    |                                    |                                         |                                         |                                         |                                         | Ghiyath al-Din                          | Ghiyath al-Din                          | Ghiyath al-Din                                                                  | Ghiyath al-Din                                                                  | Ghiyath al-Din                                                                  | Ghiyath al-Din                                                                  |                                                                                 |                                                                                 | Ahmad                                                  | Ahmad                                                  | Ahmad                | Ahmad                | Ahmad                | Ahmad                |                                      |                                      | Nasir al-Din                                                 | Nasir al-Din                                                 | Nasir al-Din                                                 | Nasir al-Din                                                 | Nasir al-Din                                                 | Nasir al-Din                                                 |                                                              |                                                              |                                            |                                            | | | | | | |                                                   |                                                   |                                                    |                                                    |                                                          |                                                          | Ibrahim governa a Amol 1472-1473                         | Ibrahim governa a Amol 1472-1473                         | Ibrahim governa a Amol 1472-1473                         | Ibrahim governa a Amol 1472-1473                         | Ibrahim governa a Amol 1472-1473 | Ibrahim governa a Amol 1472-1473 |                       |                       | Husayn (+1487)                                         | Husayn (+1487)                                         | Husayn (+1487)                                         | Husayn (+1487)                                         | Husayn (+1487)                                             | Husayn (+1487)                                             |                                                            |                                                            | Hasan governa a Amol 1474-1475 i 1476                                  | Hasan governa a Amol 1474-1475 i 1476                                  | Hasan governa a Amol 1474-1475 i 1476                                  | Hasan governa a Amol 1474-1475 i 1476                                  | Hasan governa a Amol 1474-1475 i 1476                                  | Hasan governa a Amol 1474-1475 i 1476                                  |                                                                  |                                                                  |              |              |              |              |              |              |  |  |  |  |  |  |  |  |  |  |  |  |  |  |  |  |  |  |  |  |  |  |  |  |  |  |  |  |  |  |  |  |  |  |  |  |  |  |  |  |  |  |  |  |  |  |  |  |  |  |  |  |  |  |  |  |  |  |  |  |
| | | | | | |                   |                   |                                    |                                    |                                         |                                         |                                         |                                         |                                         |                                         |                                                                                 |                                                                                 |                                                                                 |                                                                                 |                                                                                 |                                                                                 |                                                        |                                                        |                      |                      |                      |                      |                                      |                                      |                                                              |                                                              |                                                              |                                                              |                                                              |                                                              |                                                              |                                                              |                                            |                                            | | | | | | |                                                   |                                                   |                                                    |                                                    |                                                          |                                                          |                                                          |                                                          |                                                          |                                                          |                                  |                                  |                       |                       |                                                        |                                                        |                                                        |                                                        |                                                            |                                                            |                                                            |                                                            |                                                                        |                                                                        |                                                                        |                                                                        |                                                                        |                                                                        |                                                                  |                                                                  |              |              |              |              |              |              |  |  |  |  |  |  |  |  |  |  |  |  |  |  |  |  |  |  |  |  |  |  |  |  |  |  |  |  |  |  |  |  |  |  |  |  |  |  |  |  |  |  |  |  |  |  |  |  |  |  |  |  |  |  |  |  |  |  |  |  |
| Abd al-Karim I governa a Amol 1440-1441 i a Sari 1452-1459, 1460 i 1461                                                                                             | Abd al-Karim I governa a Amol 1440-1441 i a Sari 1452-1459, 1460 i 1461                                                                                             | Abd al-Karim I governa a Amol 1440-1441 i a Sari 1452-1459, 1460 i 1461                                                                                             | Abd al-Karim I governa a Amol 1440-1441 i a Sari 1452-1459, 1460 i 1461                                                                                             | Abd al-Karim I governa a Amol 1440-1441 i a Sari 1452-1459, 1460 i 1461                                                                                             | Abd al-Karim I governa a Amol 1440-1441 i a Sari 1452-1459, 1460 i 1461                                                                                             |                   |                   |                                    |                                    | Un fill                                 | Un fill                                 | Un fill                                 | Un fill                                 | Un fill                                 | Un fill                                 |                                                                                 |                                                                                 |                                                                                 |                                                                                 | Mir Kawan                                                                       | Mir Kawan                                                                       | Mir Kawan                                              | Mir Kawan                                              | Mir Kawan            | Mir Kawan            |                      |                      |                                      |                                      | Abd Allah                                                    | Abd Allah                                                    | Abd Allah                                                    | Abd Allah                                                    | Abd Allah                                                    | Abd Allah                                                    |                                                              |                                                              |                                            |                                            | Kamal al-Din II governa a Sari 1462-1463 (+1465)                                                   | Kamal al-Din II governa a Sari 1462-1463 (+1465)                                                   | Kamal al-Din II governa a Sari 1462-1463 (+1465)                                                   | Kamal al-Din II governa a Sari 1462-1463 (+1465)                                                   | Kamal al-Din II governa a Sari 1462-1463 (+1465)                                                   | Kamal al-Din II governa a Sari 1462-1463 (+1465)                                                   |                                                   |                                                   |                                                    |                                                    |                                                          |                                                          |                                                          |                                                          |                                                          |                                                          |                                  |                                  |                       |                       |                                                        |                                                        |                                                        |                                                        |                                                            |                                                            |                                                            |                                                            |                                                                        |                                                                        |                                                                        |                                                                        |                                                                        |                                                                        |                                                                  |                                                                  |              |              |              |              |              |              |  |  |  |  |  |  |  |  |  |  |  |  |  |  |  |  |  |  |  |  |  |  |  |  |  |  |  |  |  |  |  |  |  |  |  |  |  |  |  |  |  |  |  |  |  |  |  |  |  |  |  |  |  |  |  |  |  |  |  |  |
| Abd al-Karim I governa a Amol 1440-1441 i a Sari 1452-1459, 1460 i 1461                                                                                             | Abd al-Karim I governa a Amol 1440-1441 i a Sari 1452-1459, 1460 i 1461                                                                                             | Abd al-Karim I governa a Amol 1440-1441 i a Sari 1452-1459, 1460 i 1461                                                                                             | Abd al-Karim I governa a Amol 1440-1441 i a Sari 1452-1459, 1460 i 1461                                                                                             | Abd al-Karim I governa a Amol 1440-1441 i a Sari 1452-1459, 1460 i 1461                                                                                             | Abd al-Karim I governa a Amol 1440-1441 i a Sari 1452-1459, 1460 i 1461                                                                                             |                   |                   |                                    |                                    | Un fill                                 | Un fill                                 | Un fill                                 | Un fill                                 | Un fill                                 | Un fill                                 |                                                                                 |                                                                                 |                                                                                 |                                                                                 | Mir Kawan                                                                       | Mir Kawan                                                                       | Mir Kawan                                              | Mir Kawan                                              | Mir Kawan            | Mir Kawan            |                      |                      |                                      |                                      | Abd Allah                                                    | Abd Allah                                                    | Abd Allah                                                    | Abd Allah                                                    | Abd Allah                                                    | Abd Allah                                                    |                                                              |                                                              |                                            |                                            | Kamal al-Din II governa a Sari 1462-1463 (+1465)                                                   | Kamal al-Din II governa a Sari 1462-1463 (+1465)                                                   | Kamal al-Din II governa a Sari 1462-1463 (+1465)                                                   | Kamal al-Din II governa a Sari 1462-1463 (+1465)                                                   | Kamal al-Din II governa a Sari 1462-1463 (+1465)                                                   | Kamal al-Din II governa a Sari 1462-1463 (+1465)                                                   |                                                   |                                                   |                                                    |                                                    |                                                          |                                                          |                                                          |                                                          |                                                          |                                                          |                                  |                                  |                       |                       |                                                        |                                                        |                                                        |                                                        |                                                            |                                                            |                                                            |                                                            |                                                                        |                                                                        |                                                                        |                                                                        |                                                                        |                                                                        |                                                                  |                                                                  |              |              |              |              |              |              |  |  |  |  |  |  |  |  |  |  |  |  |  |  |  |  |  |  |  |  |  |  |  |  |  |  |  |  |  |  |  |  |  |  |  |  |  |  |  |  |  |  |  |  |  |  |  |  |  |  |  |  |  |  |  |  |  |  |  |  |
| | | | | | |                   |                   |                                    |                                    |                                         |                                         |                                         |                                         |                                         |                                         |                                                                                 |                                                                                 |                                                                                 |                                                                                 |                                                                                 |                                                                                 |                                                        |                                                        |                      |                      |                      |                      |                                      |                                      |                                                              |                                                              |                                                              |                                                              |                                                              |                                                              |                                                              |                                                              |                                            |                                            | | | | | | |                                                   |                                                   |                                                    |                                                    |                                                          |                                                          |                                                          |                                                          |                                                          |                                                          |                                  |                                  |                       |                       |                                                        |                                                        |                                                        |                                                        |                                                            |                                                            |                                                            |                                                            |                                                                        |                                                                        |                                                                        |                                                                        |                                                                        |                                                                        |                                                                  |                                                                  |              |              |              |              |              |              |  |  |  |  |  |  |  |  |  |  |  |  |  |  |  |  |  |  |  |  |  |  |  |  |  |  |  |  |  |  |  |  |  |  |  |  |  |  |  |  |  |  |  |  |  |  |  |  |  |  |  |  |  |  |  |  |  |  |  |  |
| Abd Allah Governa a Sari 1452, 1461-4162 i 1463-1467 | Abd Allah Governa a Sari 1452, 1461-4162 i 1463-1467 | Abd Allah Governa a Sari 1452, 1461-4162 i 1463-1467 | Abd Allah Governa a Sari 1452, 1461-4162 i 1463-1467 | Abd Allah Governa a Sari 1452, 1461-4162 i 1463-1467 | Abd Allah Governa a Sari 1452, 1461-4162 i 1463-1467 |                   |                   |                                    |                                    |                                         |                                         |                                         |                                         |                                         |                                         |                                                                                 |                                                                                 |                                                                                 |                                                                                 |                                                                                 |                                                                                 |                                                        |                                                        |                      |                      |                      |                      |                                      |                                      | Murtada                                                      | Murtada                                                      | Murtada                                                      | Murtada                                                      | Murtada                                                      | Murtada                                                      |                                                              |                                                              |                                            |                                            | Zayn al-Abidin Governa a Sari 1467-1470, 1471-1476, 1477-1480 i 1481-1486 governa a Amol 1477-1480 | Zayn al-Abidin Governa a Sari 1467-1470, 1471-1476, 1477-1480 i 1481-1486 governa a Amol 1477-1480 | Zayn al-Abidin Governa a Sari 1467-1470, 1471-1476, 1477-1480 i 1481-1486 governa a Amol 1477-1480 | Zayn al-Abidin Governa a Sari 1467-1470, 1471-1476, 1477-1480 i 1481-1486 governa a Amol 1477-1480 | Zayn al-Abidin Governa a Sari 1467-1470, 1471-1476, 1477-1480 i 1481-1486 governa a Amol 1477-1480 | Zayn al-Abidin Governa a Sari 1467-1470, 1471-1476, 1477-1480 i 1481-1486 governa a Amol 1477-1480 |                                                   |                                                   |                                                    |                                                    | Shams al-Din governa a Sari i Amol 1486-1488 i 1492-1500 | Shams al-Din governa a Sari i Amol 1486-1488 i 1492-1500 | Shams al-Din governa a Sari i Amol 1486-1488 i 1492-1500 | Shams al-Din governa a Sari i Amol 1486-1488 i 1492-1500 | Shams al-Din governa a Sari i Amol 1486-1488 i 1492-1500 | Shams al-Din governa a Sari i Amol 1486-1488 i 1492-1500 |                                  |                                  |                       |                       |                                                        |                                                        |                                                        |                                                        |                                                            |                                                            |                                                            |                                                            |                                                                        |                                                                        |                                                                        |                                                                        |                                                                        |                                                                        |                                                                  |                                                                  |              |              |              |              |              |              |  |  |  |  |  |  |  |  |  |  |  |  |  |  |  |  |  |  |  |  |  |  |  |  |  |  |  |  |  |  |  |  |  |  |  |  |  |  |  |  |  |  |  |  |  |  |  |  |  |  |  |  |  |  |  |  |  |  |  |  |
| Abd Allah Governa a Sari 1452, 1461-4162 i 1463-1467 | Abd Allah Governa a Sari 1452, 1461-4162 i 1463-1467 | Abd Allah Governa a Sari 1452, 1461-4162 i 1463-1467 | Abd Allah Governa a Sari 1452, 1461-4162 i 1463-1467 | Abd Allah Governa a Sari 1452, 1461-4162 i 1463-1467 | Abd Allah Governa a Sari 1452, 1461-4162 i 1463-1467 |                   |                   |                                    |                                    |                                         |                                         |                                         |                                         |                                         |                                         |                                                                                 |                                                                                 |                                                                                 |                                                                                 |                                                                                 |                                                                                 |                                                        |                                                        |                      |                      |                      |                      |                                      |                                      | Murtada                                                      | Murtada                                                      | Murtada                                                      | Murtada                                                      | Murtada                                                      | Murtada                                                      |                                                              |                                                              |                                            |                                            | Zayn al-Abidin Governa a Sari 1467-1470, 1471-1476, 1477-1480 i 1481-1486 governa a Amol 1477-1480 | Zayn al-Abidin Governa a Sari 1467-1470, 1471-1476, 1477-1480 i 1481-1486 governa a Amol 1477-1480 | Zayn al-Abidin Governa a Sari 1467-1470, 1471-1476, 1477-1480 i 1481-1486 governa a Amol 1477-1480 | Zayn al-Abidin Governa a Sari 1467-1470, 1471-1476, 1477-1480 i 1481-1486 governa a Amol 1477-1480 | Zayn al-Abidin Governa a Sari 1467-1470, 1471-1476, 1477-1480 i 1481-1486 governa a Amol 1477-1480 | Zayn al-Abidin Governa a Sari 1467-1470, 1471-1476, 1477-1480 i 1481-1486 governa a Amol 1477-1480 |                                                   |                                                   |                                                    |                                                    | Shams al-Din governa a Sari i Amol 1486-1488 i 1492-1500 | Shams al-Din governa a Sari i Amol 1486-1488 i 1492-1500 | Shams al-Din governa a Sari i Amol 1486-1488 i 1492-1500 | Shams al-Din governa a Sari i Amol 1486-1488 i 1492-1500 | Shams al-Din governa a Sari i Amol 1486-1488 i 1492-1500 | Shams al-Din governa a Sari i Amol 1486-1488 i 1492-1500 |                                  |                                  |                       |                       |                                                        |                                                        |                                                        |                                                        |                                                            |                                                            |                                                            |                                                            |                                                                        |                                                                        |                                                                        |                                                                        |                                                                        |                                                                        |                                                                  |                                                                  |              |              |              |              |              |              |  |  |  |  |  |  |  |  |  |  |  |  |  |  |  |  |  |  |  |  |  |  |  |  |  |  |  |  |  |  |  |  |  |  |  |  |  |  |  |  |  |  |  |  |  |  |  |  |  |  |  |  |  |  |  |  |  |  |  |  |
| Abd al-Karim II governa a Sari 1467 i 1470-1471 a Sari i Amol 1480-1481, 1490-1491 i 1510-1526 a Barfurush-dih 1493-1501 i 1526-1527 i a la meitat d'Amol 1503-1510 | Abd al-Karim II governa a Sari 1467 i 1470-1471 a Sari i Amol 1480-1481, 1490-1491 i 1510-1526 a Barfurush-dih 1493-1501 i 1526-1527 i a la meitat d'Amol 1503-1510 | Abd al-Karim II governa a Sari 1467 i 1470-1471 a Sari i Amol 1480-1481, 1490-1491 i 1510-1526 a Barfurush-dih 1493-1501 i 1526-1527 i a la meitat d'Amol 1503-1510 | Abd al-Karim II governa a Sari 1467 i 1470-1471 a Sari i Amol 1480-1481, 1490-1491 i 1510-1526 a Barfurush-dih 1493-1501 i 1526-1527 i a la meitat d'Amol 1503-1510 | Abd al-Karim II governa a Sari 1467 i 1470-1471 a Sari i Amol 1480-1481, 1490-1491 i 1510-1526 a Barfurush-dih 1493-1501 i 1526-1527 i a la meitat d'Amol 1503-1510 | Abd al-Karim II governa a Sari 1467 i 1470-1471 a Sari i Amol 1480-1481, 1490-1491 i 1510-1526 a Barfurush-dih 1493-1501 i 1526-1527 i a la meitat d'Amol 1503-1510 |                   |                   |                                    |                                    |                                         |                                         |                                         |                                         |                                         |                                         |                                                                                 |                                                                                 |                                                                                 |                                                                                 |                                                                                 |                                                                                 |                                                        |                                                        |                      |                      |                      |                      |                                      |                                      |                                                              |                                                              |                                                              |                                                              |                                                              |                                                              |                                                              |                                                              |                                            |                                            | | | | | | |                                                   |                                                   |                                                    |                                                    | Kamal al-Din Governa a Sari i Amol 1500-1502             | Kamal al-Din Governa a Sari i Amol 1500-1502             | Kamal al-Din Governa a Sari i Amol 1500-1502             | Kamal al-Din Governa a Sari i Amol 1500-1502             | Kamal al-Din Governa a Sari i Amol 1500-1502             | Kamal al-Din Governa a Sari i Amol 1500-1502             |                                  |                                  |                       |                       |                                                        |                                                        |                                                        |                                                        |                                                            |                                                            |                                                            |                                                            |                                                                        |                                                                        |                                                                        |                                                                        |                                                                        |                                                                        |                                                                  |                                                                  |              |              |              |              |              |              |  |  |  |  |  |  |  |  |  |  |  |  |  |  |  |  |  |  |  |  |  |  |  |  |  |  |  |  |  |  |  |  |  |  |  |  |  |  |  |  |  |  |  |  |  |  |  |  |  |  |  |  |  |  |  |  |  |  |  |  |
| Abd al-Karim II governa a Sari 1467 i 1470-1471 a Sari i Amol 1480-1481, 1490-1491 i 1510-1526 a Barfurush-dih 1493-1501 i 1526-1527 i a la meitat d'Amol 1503-1510 | Abd al-Karim II governa a Sari 1467 i 1470-1471 a Sari i Amol 1480-1481, 1490-1491 i 1510-1526 a Barfurush-dih 1493-1501 i 1526-1527 i a la meitat d'Amol 1503-1510 | Abd al-Karim II governa a Sari 1467 i 1470-1471 a Sari i Amol 1480-1481, 1490-1491 i 1510-1526 a Barfurush-dih 1493-1501 i 1526-1527 i a la meitat d'Amol 1503-1510 | Abd al-Karim II governa a Sari 1467 i 1470-1471 a Sari i Amol 1480-1481, 1490-1491 i 1510-1526 a Barfurush-dih 1493-1501 i 1526-1527 i a la meitat d'Amol 1503-1510 | Abd al-Karim II governa a Sari 1467 i 1470-1471 a Sari i Amol 1480-1481, 1490-1491 i 1510-1526 a Barfurush-dih 1493-1501 i 1526-1527 i a la meitat d'Amol 1503-1510 | Abd al-Karim II governa a Sari 1467 i 1470-1471 a Sari i Amol 1480-1481, 1490-1491 i 1510-1526 a Barfurush-dih 1493-1501 i 1526-1527 i a la meitat d'Amol 1503-1510 |                   |                   |                                    |                                    |                                         |                                         |                                         |                                         |                                         |                                         |                                                                                 |                                                                                 |                                                                                 |                                                                                 |                                                                                 |                                                                                 |                                                        |                                                        |                      |                      |                      |                      |                                      |                                      |                                                              |                                                              |                                                              |                                                              |                                                              |                                                              |                                                              |                                                              |                                            |                                            | | | | | | |                                                   |                                                   |                                                    |                                                    | Kamal al-Din Governa a Sari i Amol 1500-1502             | Kamal al-Din Governa a Sari i Amol 1500-1502             | Kamal al-Din Governa a Sari i Amol 1500-1502             | Kamal al-Din Governa a Sari i Amol 1500-1502             | Kamal al-Din Governa a Sari i Amol 1500-1502             | Kamal al-Din Governa a Sari i Amol 1500-1502             |                                  |                                  |                       |                       |                                                        |                                                        |                                                        |                                                        |                                                            |                                                            |                                                            |                                                            |                                                                        |                                                                        |                                                                        |                                                                        |                                                                        |                                                                        |                                                                  |                                                                  |              |              |              |              |              |              |  |  |  |  |  |  |  |  |  |  |  |  |  |  |  |  |  |  |  |  |  |  |  |  |  |  |  |  |  |  |  |  |  |  |  |  |  |  |  |  |  |  |  |  |  |  |  |  |  |  |  |  |  |  |  |  |  |  |  |  |
| | | | | | |                   |                   |                                    |                                    |                                         |                                         |                                         |                                         |                                         |                                         |                                                                                 |                                                                                 |                                                                                 |                                                                                 |                                                                                 |                                                                                 |                                                        |                                                        |                      |                      |                      |                      |                                      |                                      |                                                              |                                                              |                                                              |                                                              |                                                              |                                                              |                                                              |                                                              |                                            |                                            | | | | | | |                                                   |                                                   |                                                    |                                                    |                                                          |                                                          |                                                          |                                                          |                                                          |                                                          |                                  |                                  |                       |                       |                                                        |                                                        |                                                        |                                                        |                                                            |                                                            |                                                            |                                                            |                                                                        |                                                                        |                                                                        |                                                                        |                                                                        |                                                                        |                                                                  |                                                                  |              |              |              |              |              |              |  |  |  |  |  |  |  |  |  |  |  |  |  |  |  |  |  |  |  |  |  |  |  |  |  |  |  |  |  |  |  |  |  |  |  |  |  |  |  |  |  |  |  |  |  |  |  |  |  |  |  |  |  |  |  |  |  |  |  |  |
| Amir Shahi governa a Sari-Amol (Mazanderan) 1526-1531 | Amir Shahi governa a Sari-Amol (Mazanderan) 1526-1531 | Amir Shahi governa a Sari-Amol (Mazanderan) 1526-1531 | Amir Shahi governa a Sari-Amol (Mazanderan) 1526-1531 | Amir Shahi governa a Sari-Amol (Mazanderan) 1526-1531 | Amir Shahi governa a Sari-Amol (Mazanderan) 1526-1531 |                   |                   |                                    |                                    |                                         |                                         |                                         |                                         |                                         |                                         |                                                                                 |                                                                                 | Sultan Mahmud Governa a Sari-Amol (Mazanderan) 1526                             | Sultan Mahmud Governa a Sari-Amol (Mazanderan) 1526                             | Sultan Mahmud Governa a Sari-Amol (Mazanderan) 1526                             | Sultan Mahmud Governa a Sari-Amol (Mazanderan) 1526                             | Sultan Mahmud Governa a Sari-Amol (Mazanderan) 1526    | Sultan Mahmud Governa a Sari-Amol (Mazanderan) 1526    |                      |                      |                      |                      |                                      |                                      |                                                              |                                                              |                                                              |                                                              |                                                              |                                                              | Mir Taymur                                                   | Mir Taymur                                                   | Mir Taymur                                 | Mir Taymur                                 | Mir Taymur                                                                                         | Mir Taymur                                                                                         | | | | |                                                   |                                                   |                                                    |                                                    |                                                          |                                                          |                                                          |                                                          |                                                          |                                                          |                                  |                                  |                       |                       |                                                        |                                                        |                                                        |                                                        |                                                            |                                                            |                                                            |                                                            |                                                                        |                                                                        |                                                                        |                                                                        |                                                                        |                                                                        |                                                                  |                                                                  |              |              |              |              |              |              |  |  |  |  |  |  |  |  |  |  |  |  |  |  |  |  |  |  |  |  |  |  |  |  |  |  |  |  |  |  |  |  |  |  |  |  |  |  |  |  |  |  |  |  |  |  |  |  |  |  |  |  |  |  |  |  |  |  |  |  |
| Amir Shahi governa a Sari-Amol (Mazanderan) 1526-1531 | Amir Shahi governa a Sari-Amol (Mazanderan) 1526-1531 | Amir Shahi governa a Sari-Amol (Mazanderan) 1526-1531 | Amir Shahi governa a Sari-Amol (Mazanderan) 1526-1531 | Amir Shahi governa a Sari-Amol (Mazanderan) 1526-1531 | Amir Shahi governa a Sari-Amol (Mazanderan) 1526-1531 |                   |                   |                                    |                                    |                                         |                                         |                                         |                                         |                                         |                                         |                                                                                 |                                                                                 | Sultan Mahmud Governa a Sari-Amol (Mazanderan) 1526                             | Sultan Mahmud Governa a Sari-Amol (Mazanderan) 1526                             | Sultan Mahmud Governa a Sari-Amol (Mazanderan) 1526                             | Sultan Mahmud Governa a Sari-Amol (Mazanderan) 1526                             | Sultan Mahmud Governa a Sari-Amol (Mazanderan) 1526    | Sultan Mahmud Governa a Sari-Amol (Mazanderan) 1526    |                      |                      |                      |                      |                                      |                                      |                                                              |                                                              |                                                              |                                                              |                                                              |                                                              | Mir Taymur                                                   | Mir Taymur                                                   | Mir Taymur                                 | Mir Taymur                                 | Mir Taymur                                                                                         | Mir Taymur                                                                                         | | | | |                                                   |                                                   |                                                    |                                                    |                                                          |                                                          |                                                          |                                                          |                                                          |                                                          |                                  |                                  |                       |                       |                                                        |                                                        |                                                        |                                                        |                                                            |                                                            |                                                            |                                                            |                                                                        |                                                                        |                                                                        |                                                                        |                                                                        |                                                                        |                                                                  |                                                                  |              |              |              |              |              |              |  |  |  |  |  |  |  |  |  |  |  |  |  |  |  |  |  |  |  |  |  |  |  |  |  |  |  |  |  |  |  |  |  |  |  |  |  |  |  |  |  |  |  |  |  |  |  |  |  |  |  |  |  |  |  |  |  |  |  |  |
| | | | | | |                   |                   |                                    |                                    |                                         |                                         |                                         |                                         |                                         |                                         |                                                                                 |                                                                                 |                                                                                 |                                                                                 |                                                                                 |                                                                                 |                                                        |                                                        |                      |                      |                      |                      |                                      |                                      |                                                              |                                                              |                                                              |                                                              |                                                              |                                                              |                                                              |                                                              |                                            |                                            | | | | | | |                                                   |                                                   |                                                    |                                                    |                                                          |                                                          |                                                          |                                                          |                                                          |                                                          |                                  |                                  |                       |                       |                                                        |                                                        |                                                        |                                                        |                                                            |                                                            |                                                            |                                                            |                                                                        |                                                                        |                                                                        |                                                                        |                                                                        |                                                                        |                                                                  |                                                                  |              |              |              |              |              |              |  |  |  |  |  |  |  |  |  |  |  |  |  |  |  |  |  |  |  |  |  |  |  |  |  |  |  |  |  |  |  |  |  |  |  |  |  |  |  |  |  |  |  |  |  |  |  |  |  |  |  |  |  |  |  |  |  |  |  |  |
| Sultan Murad I governa a Sari-Amol (Mazanderan) 1561-1576 (+1576)                                                                                                   | Sultan Murad I governa a Sari-Amol (Mazanderan) 1561-1576 (+1576)                                                                                                   | Sultan Murad I governa a Sari-Amol (Mazanderan) 1561-1576 (+1576)                                                                                                   | Sultan Murad I governa a Sari-Amol (Mazanderan) 1561-1576 (+1576)                                                                                                   | Sultan Murad I governa a Sari-Amol (Mazanderan) 1561-1576 (+1576)                                                                                                   | Sultan Murad I governa a Sari-Amol (Mazanderan) 1561-1576 (+1576)                                                                                                   |                   |                   |                                    |                                    |                                         |                                         |                                         |                                         |                                         |                                         |                                                                                 |                                                                                 | Mir Ali Khangoverna a Sari-Amol (Mazanderan) 1578-1579                          | Mir Ali Khangoverna a Sari-Amol (Mazanderan) 1578-1579                          | Mir Ali Khangoverna a Sari-Amol (Mazanderan) 1578-1579                          | Mir Ali Khangoverna a Sari-Amol (Mazanderan) 1578-1579                          | Mir Ali Khangoverna a Sari-Amol (Mazanderan) 1578-1579 | Mir Ali Khangoverna a Sari-Amol (Mazanderan) 1578-1579 |                      |                      |                      |                      |                                      |                                      | Abd Allah Governa a Sari-Amol (Mazanderan) 1550-1561 (+1562) | Abd Allah Governa a Sari-Amol (Mazanderan) 1550-1561 (+1562) | Abd Allah Governa a Sari-Amol (Mazanderan) 1550-1561 (+1562) | Abd Allah Governa a Sari-Amol (Mazanderan) 1550-1561 (+1562) | Abd Allah Governa a Sari-Amol (Mazanderan) 1550-1561 (+1562) | Abd Allah Governa a Sari-Amol (Mazanderan) 1550-1561 (+1562) |                                                              |                                                              |                                            |                                            | | | | | | |                                                   |                                                   |                                                    |                                                    |                                                          |                                                          |                                                          |                                                          |                                                          |                                                          |                                  |                                  |                       |                       |                                                        |                                                        |                                                        |                                                        |                                                            |                                                            |                                                            |                                                            |                                                                        |                                                                        |                                                                        |                                                                        |                                                                        |                                                                        |                                                                  |                                                                  |              |              |              |              |              |              |  |  |  |  |  |  |  |  |  |  |  |  |  |  |  |  |  |  |  |  |  |  |  |  |  |  |  |  |  |  |  |  |  |  |  |  |  |  |  |  |  |  |  |  |  |  |  |  |  |  |  |  |  |  |  |  |  |  |  |  |
| Sultan Murad I governa a Sari-Amol (Mazanderan) 1561-1576 (+1576)                                                                                                   | Sultan Murad I governa a Sari-Amol (Mazanderan) 1561-1576 (+1576)                                                                                                   | Sultan Murad I governa a Sari-Amol (Mazanderan) 1561-1576 (+1576)                                                                                                   | Sultan Murad I governa a Sari-Amol (Mazanderan) 1561-1576 (+1576)                                                                                                   | Sultan Murad I governa a Sari-Amol (Mazanderan) 1561-1576 (+1576)                                                                                                   | Sultan Murad I governa a Sari-Amol (Mazanderan) 1561-1576 (+1576)                                                                                                   |                   |                   |                                    |                                    |                                         |                                         |                                         |                                         |                                         |                                         |                                                                                 |                                                                                 | Mir Ali Khangoverna a Sari-Amol (Mazanderan) 1578-1579                          | Mir Ali Khangoverna a Sari-Amol (Mazanderan) 1578-1579                          | Mir Ali Khangoverna a Sari-Amol (Mazanderan) 1578-1579                          | Mir Ali Khangoverna a Sari-Amol (Mazanderan) 1578-1579                          | Mir Ali Khangoverna a Sari-Amol (Mazanderan) 1578-1579 | Mir Ali Khangoverna a Sari-Amol (Mazanderan) 1578-1579 |                      |                      |                      |                      |                                      |                                      | Abd Allah Governa a Sari-Amol (Mazanderan) 1550-1561 (+1562) | Abd Allah Governa a Sari-Amol (Mazanderan) 1550-1561 (+1562) | Abd Allah Governa a Sari-Amol (Mazanderan) 1550-1561 (+1562) | Abd Allah Governa a Sari-Amol (Mazanderan) 1550-1561 (+1562) | Abd Allah Governa a Sari-Amol (Mazanderan) 1550-1561 (+1562) | Abd Allah Governa a Sari-Amol (Mazanderan) 1550-1561 (+1562) |                                                              |                                                              |                                            |                                            | | | | | | |                                                   |                                                   |                                                    |                                                    |                                                          |                                                          |                                                          |                                                          |                                                          |                                                          |                                  |                                  |                       |                       |                                                        |                                                        |                                                        |                                                        |                                                            |                                                            |                                                            |                                                            |                                                                        |                                                                        |                                                                        |                                                                        |                                                                        |                                                                        |                                                                  |                                                                  |              |              |              |              |              |              |  |  |  |  |  |  |  |  |  |  |  |  |  |  |  |  |  |  |  |  |  |  |  |  |  |  |  |  |  |  |  |  |  |  |  |  |  |  |  |  |  |  |  |  |  |  |  |  |  |  |  |  |  |  |  |  |  |  |  |  |
| | | | | | |                   |                   |                                    |                                    |                                         |                                         |                                         |                                         |                                         |                                         |                                                                                 |                                                                                 |                                                                                 |                                                                                 |                                                                                 |                                                                                 |                                                        |                                                        |                      |                      |                      |                      |                                      |                                      |                                                              |                                                              |                                                              |                                                              |                                                              |                                                              |                                                              |                                                              |                                            |                                            | | | | | | |                                                   |                                                   |                                                    |                                                    |                                                          |                                                          |                                                          |                                                          |                                                          |                                                          |                                  |                                  |                       |                       |                                                        |                                                        |                                                        |                                                        |                                                            |                                                            |                                                            |                                                            |                                                                        |                                                                        |                                                                        |                                                                        |                                                                        |                                                                        |                                                                  |                                                                  |              |              |              |              |              |              |  |  |  |  |  |  |  |  |  |  |  |  |  |  |  |  |  |  |  |  |  |  |  |  |  |  |  |  |  |  |  |  |  |  |  |  |  |  |  |  |  |  |  |  |  |  |  |  |  |  |  |  |  |  |  |  |  |  |  |  |
| Mir Khan Mahmud governa a Mazanderan 1576-1577 (part) i 1577-1578 (tot)                                                                                             | Mir Khan Mahmud governa a Mazanderan 1576-1577 (part) i 1577-1578 (tot)                                                                                             | Mir Khan Mahmud governa a Mazanderan 1576-1577 (part) i 1577-1578 (tot)                                                                                             | Mir Khan Mahmud governa a Mazanderan 1576-1577 (part) i 1577-1578 (tot)                                                                                             | Mir Khan Mahmud governa a Mazanderan 1576-1577 (part) i 1577-1578 (tot)                                                                                             | Mir Khan Mahmud governa a Mazanderan 1576-1577 (part) i 1577-1578 (tot)                                                                                             |                   |                   |                                    |                                    |                                         |                                         |                                         |                                         |                                         |                                         |                                                                                 |                                                                                 | Muhammad                                                                        | Muhammad                                                                        | Muhammad                                                                        | Muhammad                                                                        | Muhammad                                               | Muhammad                                               |                      |                      |                      |                      |                                      |                                      | Ibrahim (+1564)                                              | Ibrahim (+1564)                                              | Ibrahim (+1564)                                              | Ibrahim (+1564)                                              | Ibrahim (+1564)                                              | Ibrahim (+1564)                                              |                                                              |                                                              | Abd al-Karim III                           | Abd al-Karim III                           | Abd al-Karim III                                                                                   | Abd al-Karim III                                                                                   | Abd al-Karim III                                                                                   | Abd al-Karim III                                                                                   | | | Mir Aziz Khan                                     | Mir Aziz Khan                                     | Mir Aziz Khan                                      | Mir Aziz Khan                                      | Mir Aziz Khan                                            | Mir Aziz Khan                                            |                                                          |                                                          | Khayr al-Nisa (+1580)                                    | Khayr al-Nisa (+1580)                                    | Khayr al-Nisa (+1580)            | Khayr al-Nisa (+1580)            | Khayr al-Nisa (+1580) | Khayr al-Nisa (+1580) |                                                        |                                                        | Muhammad Khodabanda xa de Pèrsia 1578-1588             | Muhammad Khodabanda xa de Pèrsia 1578-1588             | Muhammad Khodabanda xa de Pèrsia 1578-1588                 | Muhammad Khodabanda xa de Pèrsia 1578-1588                 | Muhammad Khodabanda xa de Pèrsia 1578-1588                 | Muhammad Khodabanda xa de Pèrsia 1578-1588                 |                                                                        |                                                                        |                                                                        |                                                                        |                                                                        |                                                                        |                                                                  |                                                                  |              |              |              |              |              |              |  |  |  |  |  |  |  |  |  |  |  |  |  |  |  |  |  |  |  |  |  |  |  |  |  |  |  |  |  |  |  |  |  |  |  |  |  |  |  |  |  |  |  |  |  |  |  |  |  |  |  |  |  |  |  |  |  |  |  |  |
| Mir Khan Mahmud governa a Mazanderan 1576-1577 (part) i 1577-1578 (tot)                                                                                             | Mir Khan Mahmud governa a Mazanderan 1576-1577 (part) i 1577-1578 (tot)                                                                                             | Mir Khan Mahmud governa a Mazanderan 1576-1577 (part) i 1577-1578 (tot)                                                                                             | Mir Khan Mahmud governa a Mazanderan 1576-1577 (part) i 1577-1578 (tot)                                                                                             | Mir Khan Mahmud governa a Mazanderan 1576-1577 (part) i 1577-1578 (tot)                                                                                             | Mir Khan Mahmud governa a Mazanderan 1576-1577 (part) i 1577-1578 (tot)                                                                                             |                   |                   |                                    |                                    |                                         |                                         |                                         |                                         |                                         |                                         |                                                                                 |                                                                                 | Muhammad                                                                        | Muhammad                                                                        | Muhammad                                                                        | Muhammad                                                                        | Muhammad                                               | Muhammad                                               |                      |                      |                      |                      |                                      |                                      | Ibrahim (+1564)                                              | Ibrahim (+1564)                                              | Ibrahim (+1564)                                              | Ibrahim (+1564)                                              | Ibrahim (+1564)                                              | Ibrahim (+1564)                                              |                                                              |                                                              | Abd al-Karim III                           | Abd al-Karim III                           | Abd al-Karim III                                                                                   | Abd al-Karim III                                                                                   | Abd al-Karim III                                                                                   | Abd al-Karim III                                                                                   | | | Mir Aziz Khan                                     | Mir Aziz Khan                                     | Mir Aziz Khan                                      | Mir Aziz Khan                                      | Mir Aziz Khan                                            | Mir Aziz Khan                                            |                                                          |                                                          | Khayr al-Nisa (+1580)                                    | Khayr al-Nisa (+1580)                                    | Khayr al-Nisa (+1580)            | Khayr al-Nisa (+1580)            | Khayr al-Nisa (+1580) | Khayr al-Nisa (+1580) |                                                        |                                                        | Muhammad Khodabanda xa de Pèrsia 1578-1588             | Muhammad Khodabanda xa de Pèrsia 1578-1588             | Muhammad Khodabanda xa de Pèrsia 1578-1588                 | Muhammad Khodabanda xa de Pèrsia 1578-1588                 | Muhammad Khodabanda xa de Pèrsia 1578-1588                 | Muhammad Khodabanda xa de Pèrsia 1578-1588                 |                                                                        |                                                                        |                                                                        |                                                                        |                                                                        |                                                                        |                                                                  |                                                                  |              |              |              |              |              |              |  |  |  |  |  |  |  |  |  |  |  |  |  |  |  |  |  |  |  |  |  |  |  |  |  |  |  |  |  |  |  |  |  |  |  |  |  |  |  |  |  |  |  |  |  |  |  |  |  |  |  |  |  |  |  |  |  |  |  |  |
| | | | | | |                   |                   |                                    |                                    |                                         |                                         |                                         |                                         |                                         |                                         |                                                                                 |                                                                                 |                                                                                 |                                                                                 |                                                                                 |                                                                                 |                                                        |                                                        |                      |                      |                      |                      |                                      |                                      |                                                              |                                                              |                                                              |                                                              |                                                              |                                                              |                                                              |                                                              |                                            |                                            | | | | | | |                                                   |                                                   |                                                    |                                                    |                                                          |                                                          |                                                          |                                                          |                                                          |                                                          |                                  |                                  |                       |                       |                                                        |                                                        |                                                        |                                                        |                                                            |                                                            |                                                            |                                                            |                                                                        |                                                                        |                                                                        |                                                                        |                                                                        |                                                                        |                                                                  |                                                                  |              |              |              |              |              |              |  |  |  |  |  |  |  |  |  |  |  |  |  |  |  |  |  |  |  |  |  |  |  |  |  |  |  |  |  |  |  |  |  |  |  |  |  |  |  |  |  |  |  |  |  |  |  |  |  |  |  |  |  |  |  |  |  |  |  |  |
| | | | | | |                   |                   |                                    |                                    |                                         |                                         |                                         |                                         |                                         |                                         |                                                                                 |                                                                                 |                                                                                 |                                                                                 |                                                                                 |                                                                                 |                                                        |                                                        |                      |                      |                      |                      |                                      |                                      |                                                              |                                                              |                                                              |                                                              |                                                              |                                                              |                                                              |                                                              |                                            |                                            | | | | | | |                                                   |                                                   |                                                    |                                                    |                                                          |                                                          |                                                          |                                                          |                                                          |                                                          |                                  |                                  |                       |                       |                                                        |                                                        |                                                        |                                                        |                                                            |                                                            |                                                            |                                                            |                                                                        |                                                                        |                                                                        |                                                                        |                                                                        |                                                                        |                                                                  |                                                                  |              |              |              |              |              |              |  |  |  |  |  |  |  |  |  |  |  |  |  |  |  |  |  |  |  |  |  |  |  |  |  |  |  |  |  |  |  |  |  |  |  |  |  |  |  |  |  |  |  |  |  |  |  |  |  |  |  |  |  |  |  |  |  |  |  |  |
| Sultan Murad II governa a Mazanderan 1579-1596 | Sultan Murad II governa a Mazanderan 1579-1596 | Sultan Murad II governa a Mazanderan 1579-1596 | Sultan Murad II governa a Mazanderan 1579-1596 | Sultan Murad II governa a Mazanderan 1579-1596 | Sultan Murad II governa a Mazanderan 1579-1596 |                   |                   |                                    |                                    |                                         |                                         |                                         |                                         |                                         |                                         |                                                                                 |                                                                                 |                                                                                 |                                                                                 |                                                                                 |                                                                                 |                                                        |                                                        |                      |                      |                      |                      |                                      |                                      |                                                              |                                                              |                                                              |                                                              |                                                              |                                                              |                                                              |                                                              |                                            |                                            | | | | | | | Hasan Mirza governa part del Mazanderan 1576-1577 | Hasan Mirza governa part del Mazanderan 1576-1577 | Hasan Mirza governa part del Mazanderan 1576-1577  | Hasan Mirza governa part del Mazanderan 1576-1577  | Hasan Mirza governa part del Mazanderan 1576-1577        | Hasan Mirza governa part del Mazanderan 1576-1577        |                                                          |                                                          |                                                          |                                                          |                                  |                                  |                       |                       |                                                        |                                                        |                                                        |                                                        |                                                            |                                                            |                                                            |                                                            |                                                                        |                                                                        | Abbas I el Gran xa de Pèrsia 1588-1629 Incorpora Mazanderan 1596       | Abbas I el Gran xa de Pèrsia 1588-1629 Incorpora Mazanderan 1596       | Abbas I el Gran xa de Pèrsia 1588-1629 Incorpora Mazanderan 1596       | Abbas I el Gran xa de Pèrsia 1588-1629 Incorpora Mazanderan 1596       | Abbas I el Gran xa de Pèrsia 1588-1629 Incorpora Mazanderan 1596 | Abbas I el Gran xa de Pèrsia 1588-1629 Incorpora Mazanderan 1596 |              |              |              |              |              |              |  |  |  |  |  |  |  |  |  |  |  |  |  |  |  |  |  |  |  |  |  |  |  |  |  |  |  |  |  |  |  |  |  |  |  |  |  |  |  |  |  |  |  |  |  |  |  |  |  |  |  |  |  |  |  |  |  |  |  |  |

## Llista de governants
Em itàlica els que no foren sayyids marahis 

### Sari
- Kawam al-Din I 1357-1362
- Kamal al-Din I 1362-1393
- Djamshid Karin Ghawri 1393-1404
- Shams al-Din Karin Ghawri 1404-1406
- Ali Sari (abans d'Amor) 1406-1410
  - Yahya (associat) 1406-1410
  - Sharaf al-Din (associat) 1406-1410
- Murtada I 1410-1411
- Ali Sari (2a vegada) 1411-1417
- Murtada I (2a vegada) 1417-1433
- Shams al-Din Muhammad 1433-1452
- Abd Allah I 1452
- Abd al-Karim I 1452-1459
- Abu Saïd ibn Muhammad de Transoxiana 1459-1460
- Abd al-Karim I 1460 (segona vegada)
- Abu Saïd ibn Muhammad de Transoxiana 1460 (segona vegada)
- Mahmud ibn Abu Saïd 1460-1461
- Abd al-Karim I 1461 (tercera vegada)
- Abd Allah I 1461-1462 (segona vegada)
- Kamal al-Din II 1462-1463
- Abd Allah 1463-1465 (tercera vegada)
- Mir Kawan 1465
- Abd Allah 1465-1467 (quarta vegada)
- Zayn al-Abidin 1467-1470
- Abd al-Karim II 1470-1471
- Zayn al Abidin 1471-1476 (segona vegada)
  - Abd al-Karim II 1476-1477 (segona vegada) també a Amol governant tot Mazanderan

### Amol
- Kawam al-Din I 1357-1362
- Rida al-Din 1362-1393
- Iskandar-i Shaykhi 1393-1403
- Ali (Ali Sari) 1403-1406
  - Ghiyath al-Din (associat) 1403-1406
- Kawam al-Din II 1406-1407
- Ali Amoli 1407-1412
- Kawam al-Din II 1412-1415 (segona vegada)
- Ali Amoli 1415-1420 (segona vegada)
- Kawam al-Din 1420-1435 (tercera vegada)
- Kamal al-Din 1435-1440
- Abd al-Karim 1440-1441
- Kamal al-Din 1441 (segona vegada)
- Murtada 1441
- Kamal al-Din 1441-1442 (tercera vegada)
- Murtada 1442-1443 (segona vegada)
- Kamal al-Din 1443-1445 (quarta vegada)
- Murtada 1445-1453 (tercera vegada)
- Shams al-Din 1453-1460
- Asad Allah 1460-1472
- Ibrahim 1472-1473
- Asad Allah 1473-1474 (segona vegada)
- Hasan 1474-1475
- Asad Allah 1475-1476 (tercera vegada)
- Abd al-Karim (II de Sari i d'Amol, III sayyid marashi) 1476-1477 (governa Sari i Amol, o sigui tot el Mazanderan)

### Mazanderan
- Zayn al-Abidin (tercera vegada a Sari i primera a Amol) 1477-1480
- Abd al-Karim II (tercera vegada a Sari i segona a Amol) 1480-1481
- Zayn al-Abidin (quarta vegada a Sari i segona a Amol) 1481-1486
- Shams al-Din (I de Sari i II d'Amol) 1486-1487
- Abd al-Karim II (quarta vegada a Sari i tercera a Amol) 1487-1488
- Annexió a l'emirat dels qara qoyunlu 1488-1490
- Abd al-Karim II (cinquena vegada a Sari i quarta a Amol) 1490-1491
- Annexió a l'emirat dels qara qoyunlu 1491-1492
- Shams al-Din (I de Sari i II d'Amol, segona vegada) 1492-1500
- Kamal al-Din III de Sari (II d'Amol) 1500-1503
- Abd al-Karim II (sisena vegada a Sari-Barfurushdih i cinquena a Amol-1/2) 1503-1510
  - Agha Rustam Ruzafzun, regent 1503-1510
- Abd al-Karim II (setena vegada a Sari i sisena a Amol) 1510-1526
  - Muhammad ibn Rustan Ruzafzun, regent vers 1412-1415
- Muhammad ibn Rustam Ruzafzun 1526-1546
  - Sultan Mahmud (a Barfurusdih) 1526-1527
  - Amir Shahi (a Barfurushdih) 1527-1531
- Agha Rustam ibn Muhammad Ruzafzun 1546-1550
- Suhrab 1550
- Abd Allah II 1550-1561
- Sultan Murad I 1561-1576
- Mir Khan Mahmud 1576-1577 (part)
- Hasan Mirza 1576-1577 (part)
- Mir Khan Mahmud 1577-1578 (sol)
- Mir Ali Khan 1578-1579
- Khayr al-Nisa (princesa) 1579-1580
- Sultan Murad II 1580-1596
- Abbas I el Gran de Pèrsia 1596-1629